# Stany Zjednoczone na Letnich Igrzyskach Olimpijskich 2012
Stany Zjednoczone na Letnich Igrzyskach Olimpijskich 2012, które odbyły się w Londynie reprezentowało 530 zawodników. Zdobyli oni 104 medale: 46 złotych, 29 srebrnych i 29 brązowych, zajmując 1. miejsce w klasyfikacji medalowej. Był to dwudziesty szósty start reprezentacji Stanów Zjednoczonych na letnich igrzyskach olimpijskich.
Najmłodszym zawodnikiem była 15-letnia pływaczka, Katie Ledecky, natomiast najstarszym 54-letnia jeźdźczyni, Karen O’Connor.

## Zdobyte medale
| Medal    | Zawodnik | Dyscyplina            | Konkurencja                                      | Rezultat                                                                                            | Data        |
| -------- | --- | --------------------- | ------------------------------------------------ | --------------------------------------------------------------------------------------------------- | ----------- |
| · Złoto  | Ryan Lochte | · Pływanie            | 400 m stylem zmiennym mężczyzn                   | 4:05.18 min.                                                                                        | 28 lipca    |
| · Złoto  | Kim Rhode | · Strzelectwo         | Skeet kobiet                                     | 99 pkt.                                                                                             | 29 lipca    |
| · Złoto  | Dana Vollmer | · Pływanie            | 100 m stylem motylkowym kobiet                   | 55.98 sek.                                                                                          | 29 lipca    |
| · Złoto  | Matt Grevers | · Pływanie            | 100 m stylem grzbietowym mężczyzn                | 52.16 sek.                                                                                          | 30 lipca    |
| · Złoto  | Missy Franklin | · Pływanie            | 100 m stylem grzbietowym kobiet                  | 58.33 sek.                                                                                          | 30 lipca    |
| · Złoto  | Gabby Douglas Jordyn Wieber Alexandra Raisman Kyla Ross McKayla Maroney                                                      | · Gimnastyka sportowa | Wielobój drużynowy kobiet                        | 183.596 pkt.                                                                                        | 31 lipca    |
| · Złoto  | Vincent Hancock | · Strzelectwo         | Skeet mężczyzn                                   | 148 pkt.                                                                                            | 31 lipca    |
| · Złoto  | Ricky Berens Conor Dwyer Charlie Houchin Ryan Lochte Matthew McLean Michael Phelps Davis Tarwater                            | · Pływanie            | 4×200 m stylem dowolnym mężczyzn                 | 6:59.70 min.                                                                                        | 31 lipca    |
| Złoto    | Allison Schmitt | · Pływanie            | 200 m stylem dowolnym kobiet                     | 1:53.61 min.                                                                                        | 31 lipca    |
| · Złoto  | Kristin Armstrong | · Kolarstwo szosowe   | Jazda indywidualna na czas kobiet                | 37:34.82 min.                                                                                       | 1 sierpnia  |
| · Złoto  | Nathan Adrian | · Pływanie            | 100 m stylem dowolnym mężczyzn                   | 47.52 sek.                                                                                          | 1 sierpnia  |
| · Złoto  | Alyssa Anderson Missy Franklin Lauren Perdue Allison Schmitt Dana Vollmer Shannon Vreeland                                   | · Pływanie            | 4×200 m stylem dowolnym kobiet                   | 7:42.92 min.                                                                                        | 1 sierpnia  |
| · Złoto  | Gabby Douglas | · Gimnastyka sportowa | Wielobój indywidualny kobiet                     | 62.232 pkt.                                                                                         | 2 sierpnia  |
| · Złoto  | Kayla Harrison | · Judo                | Kategoria do 78 kg kobiet                        | W finale pokonała reprezentantkę Wielkiej Brytanii Gemmę Gibbons przez yuko.                        | 2 sierpnia  |
| · Złoto  | Erin Cafaro Susan Francia Esther Lofgren Taylor Ritzel Meghan Musnicki Eleanor Logan Caroline Lind Caryn Davies Mary Whipple | · Wioślarstwo         | Ósemka kobiet                                    | 6:10.59 min.                                                                                        | 2 sierpnia  |
| · Złoto  | Tyler Clary | · Pływanie            | 200 m stylem grzbietowym mężczyzn                | 1:53.41 min.                                                                                        | 2 sierpnia  |
| · Złoto  | Michael Phelps | · Pływanie            | 200 m stylem zmiennym mężczyzn                   | 1:54.27 min.                                                                                        | 2 sierpnia  |
| · Złoto  | Rebecca Soni | · Pływanie            | 200 m stylem klasycznym kobiet                   | 2:19.59 min.                                                                                        | 2 sierpnia  |
| · Złoto  | Michael Phelps | · Pływanie            | 100 m stylem motylkowym mężczyzn                 | 51.21 sek.                                                                                          | 3 sierpnia  |
| · Złoto  | Katie Ledecky | · Pływanie            | 800 m stylem dowolnym kobiet                     | 8:14.63 min.                                                                                        | 3 sierpnia  |
| · Złoto  | Missy Franklin | · Pływanie            | 200 m stylem grzbietowym kobiet                  | 2:04.06 min.                                                                                        | 3 sierpnia  |
| · Złoto  | Jamie Lynn Gray | · Strzelectwo         | Karabin małokalibrowy trzy postawy 50 m kobiet   | 691.9 pkt.                                                                                          | 4 sierpnia  |
| · Złoto  | Nathan Adrian Matt Grevers Brendan Hansen Cullen Jones Tyler McGill Michael Phelps Eric Shanteau Nick Thoman                 | · Pływanie            | 4×100 m stylem zmiennym mężczyzn                 | 3:29.35 min.                                                                                        | 4 sierpnia  |
| · Złoto  | Rachel Bootsma Claire Donahue Missy Franklin Jessica Hardy Breeja Larson Allison Schmitt Rebecca Soni Dana Vollmer           | · Pływanie            | 4×100 m stylem zmiennym kobiet                   | 3:52.05 min.                                                                                        | 4 sierpnia  |
| · Złoto  | Bob Bryan Mike Bryan | · Tenis ziemny        | Gra podwójna mężczyzn                            | W finale pokonali debel z Francji Michaël Llodra/Jo-Wilfried Tsonga 6:4, 7:6.                       | 4 sierpnia  |
| · Złoto  | Serena Williams | · Tenis ziemny        | Gra pojedyncza kobiet                            | W finale pokonała reprezentantkę Rosji Mariję Szarapową 6:0, 6:1.                                   | 4 sierpnia  |
| · Złoto  | Serena Williams Venus Williams                                                                                               | · Tenis ziemny        | Gra podwójna kobiet                              | W finale pokonały debel z Czech Andrea Hlaváčková/Lucie Hradecká 6:4, 6:4.                          | 5 sierpnia  |
| · Złoto  | Sanya Richards-Ross | · Lekkoatletyka       | Bieg na 400 m kobiet                             | 49.55 sek.                                                                                          | 5 sierpnia  |
| · Złoto  | Jennifer Suhr | · Lekkoatletyka       | Skok o tyczce kobiet                             | 4.75 m                                                                                              | 6 sierpnia  |
| · Złoto  | Alexandra Raisman | · Gimnastyka sportowa | Ćwiczenia wolne kobiet                           | 15.600 pkt.                                                                                         | 7 sierpnia  |
| · Złoto  | Aries Merritt | · Lekkoatletyka       | Bieg na 110 m przez płotki mężczyzn              | 12.92 sek.                                                                                          | 8 sierpnia  |
| · Złoto  | Allyson Felix | · Lekkoatletyka       | Bieg na 200 m kobiet                             | 21.88 sek.                                                                                          | 8 sierpnia  |
| · Złoto  | Brittney Reese | · Lekkoatletyka       | Skok w dal kobiet                                | 7.12 m                                                                                              | 8 sierpnia  |
| · Złoto  | Misty May-Treanor Kerri Walsh                                                                                                | · Siatkówka plażowa   | Turniej kobiet                                   | W finale pokonały parę ze Stanów Zjednoczonych Jennifer Kessy/April Ross 2:0 (21:16, 21:16).        | 8 sierpnia  |
| · Złoto  | Claressa Shields | · Boks                | Waga średnia kobiet                              | W finale pokonała reprezentantkę Rosji Nadieżdę Torłopową 19:12.                                    | 9 sierpnia  |
| · Złoto  | Reprezentacja Stanów Zjednoczonych w piłce nożnej kobiet                                                                     | · Piłka nożna         | Turniej kobiet                                   | W finale pokonały reprezentację Japonii 2:1.                                                        | 9 sierpnia  |
| · Złoto  | Christian Taylor | · Lekkoatletyka       | Trójskok mężczyzn                                | 17.81 m                                                                                             | 9 sierpnia  |
| · Złoto  | Ashton Eaton | · Lekkoatletyka       | Dziesięciobój mężczyzn                           | 8869 pkt.                                                                                           | 9 sierpnia  |
| · Złoto  | Reprezentacja Stanów Zjednoczonych w piłce wodnej kobiet                                                                     | · Piłka wodna         | Turniej kobiet                                   | W finale pokonały reprezentację Hiszpanii 8:5.                                                      | 9 sierpnia  |
| · Złoto  | Allyson Felix Carmelita Jeter Bianca Knight Tianna Madison Jeneba Tarmoh Lauryn Williams                                     | · Lekkoatletyka       | Sztafeta 4 x 100 m kobiet                        | 40.82 sek.                                                                                          | 10 sierpnia |
| · Złoto  | Jordan Burroughs | · Zapasy              | Kategoria do 74 kg mężczyzn w stylu wolnym       | W finale pokonał reprezentanta Iranu Sadegha Gudarziego 2:0.                                        | 10 sierpnia |
| · Złoto  | Reprezentacja Stanów Zjednoczonych w koszykówce kobiet                                                                       | · Koszykówka          | Turniej kobiet                                   | W finale pokonały reprezentację Francji 86:50.                                                      | 11 sierpnia |
| · Złoto  | David Boudia | · Skoki do wody       | Wieża 10 m indywidualnie mężczyzn                | 568.65 pkt.                                                                                         | 11 sierpnia |
| · Złoto  | Keshia Baker Diamond Dixon Allyson Felix Francena McCorory Sanya Richards-Ross DeeDee Trotter                                | · Lekkoatletyka       | Sztafeta 4 x 400 m kobiet                        | 3:16.87 min.                                                                                        | 11 sierpnia |
| · Złoto  | Reprezentacja Stanów Zjednoczonych w koszykówce mężczyzn                                                                     | · Koszykówka          | Turniej mężczyzn                                 | W finale pokonali reprezentację Hiszpanii 107:100.                                                  | 12 sierpnia |
| · Złoto  | Jake Varner | · Zapasy              | Kategoria do 96 kg mężczyzn w stylu wolnym       | W finale pokonał reprezentanta Ukrainy Wałerija Andrijcewa 2:0.                                     | 12 sierpnia |
| · Srebro | Brady Ellison Jake Kaminski Jacob Wukie                                                                                      | · Łucznictwo          | Mężczyźni drużynowo                              | W finale przegrali z drużyną Włoch.                                                                 | 28 lipca    |
| · Srebro | Elizabeth Beisel | · Pływanie            | 400 m stylem zmiennym kobiet                     | 4:31.27 min.                                                                                        | 28 lipca    |
| · Srebro | Kelci Bryant Abigail Johnston                                                                                                | · Skoki do wody       | Trampolina 3 m – synchronicznie kobiet           | 321.90 pkt.                                                                                         | 29 lipca    |
| · Srebro | Nathan Adrian Ricky Berens James Feigen Matt Grevers Cullen Jones Jason Lezak Ryan Lochte Michael Phelps                     | · Pływanie            | 4×100 m stylem dowolnym mężczyzn                 | 3:10.38 min.                                                                                        | 29 lipca    |
| · Srebro | Allison Schmitt | · Pływanie            | 400 m stylem dowolnym kobiet                     | 4:01.77 min.                                                                                        | 29 lipca    |
| · Srebro | Nick Thoman | · Pływanie            | 100 m stylem grzbietowym mężczyzn                | 52.92 sek.                                                                                          | 30 lipca    |
| · Srebro | Rebecca Soni | · Pływanie            | 100 m stylem klasycznym kobiet                   | 1:05.55 min.                                                                                        | 30 lipca    |
| · Srebro | Michael Phelps | · Pływanie            | 200 m stylem motylkowym mężczyzn                 | 1:53.01 min.                                                                                        | 31 lipca    |
| · Srebro | Ryan Lochte | · Pływanie            | 200 m stylem zmiennym mężczyzn                   | 1:54.90 min.                                                                                        | 2 sierpnia  |
| · Srebro | Cullen Jones | · Pływanie            | 50 m stylem dowolnym mężczyzn                    | 21.54 sek.                                                                                          | 3 sierpnia  |
| · Srebro | Dotsie Bausch Sarah Hammer Jennie Reed Lauren Tamayo                                                                         | · Kolarstwo torowe    | Wyścig drużynowy kobiet                          | W finale przegrały z drużyną Wielkiej Brytanii z czasem 3:19.727 min.                               | 4 sierpnia  |
| · Srebro | Galen Rupp | · Lekkoatletyka       | Bieg na 10 000 m mężczyzn                        | 27:30.90 min.                                                                                       | 4 sierpnia  |
| · Srebro | Carmelita Jeter | · Lekkoatletyka       | Bieg na 100 m kobiet                             | 10.78 sek.                                                                                          | 4 sierpnia  |
| · Srebro | McKayla Maroney | · Gimnastyka sportowa | Skoki kobiet                                     | 15.083 pkt.                                                                                         | 5 sierpnia  |
| · Srebro | Michael Tinsley | · Lekkoatletyka       | Bieg na 400 m przez płotki mężczyzn              | 47.91 sek.                                                                                          | 6 sierpnia  |
| · Srebro | Sarah Hammer | · Kolarstwo torowe    | Omnium kobiet                                    | 19 pkt.                                                                                             | 7 sierpnia  |
| · Srebro | Leonel Manzano | · Lekkoatletyka       | Bieg na 1500 m kobiet                            | 3:34.79 min.                                                                                        | 7 sierpnia  |
| · Srebro | Erik Kynard | · Lekkoatletyka       | Skok wzwyż mężczyzn                              | 2.33 m                                                                                              | 7 sierpnia  |
| · Srebro | Dawn Harper | · Lekkoatletyka       | Bieg na 100 m przez płotki kobiet                | 12.37 sek.                                                                                          | 7 sierpnia  |
| · Srebro | Jason Richardson | · Lekkoatletyka       | Bieg na 110 m przez płotki mężczyzn              | 13.04 sek.                                                                                          | 8 sierpnia  |
| · Srebro | Lashinda Demus | · Lekkoatletyka       | Bieg na 400 m przez płotki kobiet                | 52.77 sek.                                                                                          | 8 sierpnia  |
| · Srebro | Jennifer Kessy April Ross | · Siatkówka plażowa   | Turniej kobiet                                   | W finale przegrały z parą ze Stanów Zjednoczonych Misty May-Treanor/Kerri Walsh 0:2 (16:21, 16:21). | 8 sierpnia  |
| · Srebro | Haley Anderson | · Pływanie            | 10 km na otwartym akwenie kobiet                 | 1:57:38.6 godz.                                                                                     | 9 sierpnia  |
| · Srebro | Will Claye | · Lekkoatletyka       | Trójskok mężczyzn                                | 17.62 m                                                                                             | 9 sierpnia  |
| · Srebro | Trey Hardee | · Lekkoatletyka       | Dziesięciobój mężczyzn                           | 8671 pkt.                                                                                           | 9 sierpnia  |
| · Srebro | Joshua Mance Tony McQuay Manteo Mitchell Bryshon Nellum Angelo Taylor                                                        | · Lekkoatletyka       | Sztafeta 4 x 400 m mężczyzn                      | 2:57.05 min.                                                                                        | 10 sierpnia |
| · Srebro | Brigetta Barrett | · Lekkoatletyka       | Skok wzwyż kobiet                                | 2.03 m                                                                                              | 11 sierpnia |
| · Srebro | Ryan Bailey Jeffery Demps Justin Gatlin Tyson Gay Trell Kimmons Darvis Patton                                                | · Lekkoatletyka       | Sztafeta 4 x 100 m mężczyzn                      | 37.04 sek.                                                                                          | 11 sierpnia |
| · Srebro | Reprezentacja Stanów Zjednoczonych w piłce siatkowej kobiet                                                                  | · Siatkówka halowa    | Turniej kobiet                                   | W finale przegrały z reprezentacją Brazylii 1:3.                                                    | 11 sierpnia |
| · Brąz   | Peter Vanderkaay | · Pływanie            | 400 m stylem dowolnym mężczyzn                   | 3:44.69 min.                                                                                        | 28 lipca    |
| · Brąz   | Natalie Coughlin Missy Franklin Jessica Hardy Lia Neal Allison Schmitt Amanda Weir                                           | · Pływanie            | 4 × 100 m stylem dowolnym kobiet                 | 3:34.24 min.                                                                                        | 28 lipca    |
| · Brąz   | Brendan Hansen | · Pływanie            | 100 m stylem klasycznym mężczyzn                 | 59.49 sek.                                                                                          | 29 lipca    |
| · Brąz   | David Boudia Nicholas McCrory                                                                                                | · Skoki do wody       | Wieża 10 m – synchronicznie mężczyzn             | 463.47 pkt.                                                                                         | 30 lipca    |
| · Brąz   | Marti Malloy | · Judo                | Kategoria do 57 kg kobiet                        | W pojedynku o brązowy medal pokonała Włoszkę Giulię Quintavalle przez ippon.                        | 30 lipca    |
| · Brąz   | Caitlin Leverenz | · Pływanie            | 200 m stylem zmiennym kobiet                     | 2:08.95 min.                                                                                        | 31 lipca    |
| · Brąz   | Troy Dumais Kristian Ipsen                                                                                                   | · Skoki do wody       | Trampolina 3 m – synchronicznie mężczyzn         | 446.70 pkt.                                                                                         | 1 sierpnia  |
| · Brąz   | Danell Leyva | · Gimnastyka sportowa | Wielobój indywidualny mężczyzn                   | 90.698 pkt.                                                                                         | 1 sierpnia  |
| · Brąz   | Natalie Dell Megan Kalmoe Kara Kohler Adrienne Martelli                                                                      | · Wioślarstwo         | Czwórka podwójna kobiet                          | 6:40.63 min.                                                                                        | 1 sierpnia  |
| · Brąz   | Ryan Lochte | · Pływanie            | 200 m stylem grzbietowym mężczyzn                | 1:53.94 min.                                                                                        | 2 sierpnia  |
| · Brąz   | Elizabeth Beisel | · Pływanie            | 200 m stylem grzbietowym kobiet                  | 2:06.55.                                                                                            | 3 sierpnia  |
| · Brąz   | Reese Hoffa | · Lekkoatletyka       | Pchnięcie kulą mężczyzn                          | 21.23 m                                                                                             | 3 sierpnia  |
| · Brąz   | Courtney Hurley Kelley Hurley Maya Lawrence Susie Scanlan                                                                    | · Szermierka          | Szpada drużynowo kobiet                          | W meczu o brązowy medal pokonały drużynę Rosji 31:30.                                               | 4 sierpnia  |
| · Brąz   | Charles Cole Scott Gault Glenn Ochal Henrik Rummel                                                                           | · Wioślarstwo         | Czwórka bez sternika mężczyzn                    | 6:07.20 min.                                                                                        | 4 sierpnia  |
| · Brąz   | Will Claye | · Lekkoatletyka       | Skok w dal mężczyzn                              | 8.12 m                                                                                              | 4 sierpnia  |
| · Brąz   | Lisa Raymond Mike Bryan | · Tenis ziemny        | Gra mieszana                                     | W pojedynku o brąz pokonali parę z Niemiec Sabine Lisicki/Christopher Kas 6:3, 4:6 (10:4).          | 5 sierpnia  |
| · Brąz   | Justin Gatlin | · Lekkoatletyka       | Bieg na 100 m mężczyzn                           | 9.79 sek.                                                                                           | 5 sierpnia  |
| · Brąz   | DeeDee Trotter | · Lekkoatletyka       | Bieg na 400 m kobiet                             | 49.72 sek.                                                                                          | 5 sierpnia  |
| · Brąz   | Matthew Emmons | · Strzelectwo         | Karabin małokalibrowy trzy postawy 50 m mężczyzn | 1271.3 pkt.                                                                                         | 6 sierpnia  |
| · Brąz   | Alexandra Raisman | · Gimnastyka sportowa | Równoważnia kobiet                               | 15.066 pkt.                                                                                         | 7 sierpnia  |
| · Brąz   | Kellie Wells | · Lekkoatletyka       | Bieg na 100 m przez płotki kobiet                | 12.48 sek.                                                                                          | 7 sierpnia  |
| · Brąz   | Marlen Esparza | · Boks                | Waga musza kobiet                                | W półfinale uległa reprezentantce Chin Ren Cancan 8:10.                                             | 8 sierpnia  |
| · Brąz   | Carmelita Jeter | · Lekkoatletyka       | Bieg na 200 m kobiet                             | 22.14 sek.                                                                                          | 8 sierpnia  |
| · Brąz   | Janay DeLoach | · Lekkoatletyka       | Skok w dal kobiet                                | 6.89 m                                                                                              | 8 sierpnia  |
| · Brąz   | Clarissa Chun | · Zapasy              | Kategoria do 48 kg kobiet                        | W pojedynku o brązowy medal pokonała reprezentantkę Ukrainy Irynę Merłeni 4:0.                      | 8 sierpnia  |
| · Brąz   | Terrence Jennings | · Taekwondo           | Kategoria do 68 kg mężczyzn                      | W pojedynku o brązowy medal pokonał reprezentanta Brazylii Diogo Silvę 8:5.                         | 9 sierpnia  |
| Brąz     | Paige McPherson | · Taekwondo           | Kategoria do 67 kg kobiet                        | W pojedynku o brązowy medal pokonała reprezentantkę Słowenii Frankę Anić 8:3.                       | 10 sierpnia |
| · Brąz   | Georgia Gould | · Kolarstwo górskie   | Cross-country kobiet                             | 1:32:00 godz.                                                                                       | 11 sierpnia |
| · Brąz   | Coleman Scott | · Zapasy              | Kategoria do 60 kg mężczyzn w stylu wolnym       | W pojedynku o brązowy medal pokonał reprezentanta Japonii Ken’ichi Yumoto 6:2.                      | 11 sierpnia |

## Skład reprezentacji

### Badminton
| Zawodnicy                | Konkurencja           | Faza grupowa                          | Faza grupowa                           | Faza grupowa                        | Faza grupowa | Eliminacje         | Ćwierćfinał        | Półfinał           | Finał              | Finał   |
| Zawodnicy                | Konkurencja           | Przeciwnicy Punkty                    | Przeciwnicy Punkty                     | Przeciwnicy Punkty                  | Miejsce      | Przeciwnicy Punkty | Przeciwnicy Punkty | Przeciwnicy Punkty | Przeciwnicy Punkty | Miejsce |
| ------------------------ | --------------------- | ------------------------------------- | -------------------------------------- | ----------------------------------- | ------------ | ------------------ | ------------------ | ------------------ | ------------------ | ------- |
| Howard Bach Tony Gunawan | gra podwójna mężczyzn | Jung JS / Lee YD P 0-2 (14-21, 19-21) | Koo K K / Tan B H P 0-2 (12-21, 14-21) | Kawamae / Sato W 2-0 (15-21, 15-21) | 4.           | NQ                 | NQ                 | NQ                 | NQ                 | NQ      |
| Rena Wang                | gra pojedyncza kobiet | Wang X P 0-2 (8-21, 6-21)             | —                                      | —                                   | 2.           | NQ                 | NQ                 | NQ                 | NQ                 | NQ      |

### Boks
Mężczyźni
| Zawodnik          | Konkurencja | 1/16               | 1/8                   | Ćwierćfinał      | Półfinał         | Finał            | Finał   |
| Zawodnik          | Konkurencja | Przeciwnik Wynik   | Przeciwnik Wynik      | Przeciwnik Wynik | Przeciwnik Wynik | Przeciwnik Wynik | Miejsce |
| ----------------- | ----------- | ------------------ | --------------------- | ---------------- | ---------------- | ---------------- | ------- |
| Rau’shee Warren   | 52 kg       | BYE                | Oubaali P 18-19       | NQ               | NQ               | NQ               | NQ      |
| Joseph Diaz       | 56 kg       | Iszczenko W 19-9   | Álvarez P 15-21       | NQ               | NQ               | NQ               | NQ      |
| Jose Ramírez      | 60 kg       | Azzedine W 21-20   | Gaibnazarow P 11-15   | NQ               | NQ               | NQ               | NQ      |
| Jamel Herring     | 64 kg       | Jeleussinow P 9-19 | NQ                    | NQ               | NQ               | NQ               | NQ      |
| Errol Spence      | 69kg        | Carvalho W 16-10   | Krishan W 15-13       | Zamkowoj P 11-16 | NQ               | NQ               | NQ      |
| Terrel Gausha     | 75 kg       | Hakopian W RSC 3   | Kumar P 14-15         | NQ               | NQ               | NQ               | NQ      |
| Marcus Browne     | 81 kg       | Hooper P 11-13     | NQ                    | NQ               | NQ               | NQ               | NQ      |
| Michael Hunter    | 91 kg       | —                  | Bietierbijew P 10-10+ | NQ               | NQ               | NQ               | NQ      |
| Dominic Breazeale | +91 kg      | —                  | Omarow P 8-19         | NQ               | NQ               | NQ               | NQ      |

Kobiety
| Zawodniczka        | Konkurencja | 1/8                 | Ćwierćfinał         | Półfinał            | Finał               | Finał   |
| Zawodniczka        | Konkurencja | Przeciwniczka Wynik | Przeciwniczka Wynik | Przeciwniczka Wynik | Przeciwniczka Wynik | Miejsce |
| ------------------ | ----------- | ------------------- | ------------------- | ------------------- | ------------------- | ------- |
| Marlen Esparza     | 51 kg       | BYE                 | Magliocco W 24-16   | Ren C P 8-10        | NQ                  | brąz    |
| Quanitta Underwood | 60 kg       | Jonas P 13-21       | NQ                  | NQ                  | NQ                  | NQ      |
| Claressa Shields   | 75kg        | BYE                 | Laurell W 18-14     | Wolnowa W 29-15     | Torłopowa W 19-12   | złoto   |

### Gimnastyka

#### Gimnastyka artystyczna
| Zawodnik     | Konkurencja           | Eliminacje | Eliminacje | Finał | Finał   |
| Zawodnik     | Konkurencja           | Wynik      | Pozycja    | Wynik | Pozycja |
| ------------ | --------------------- | ---------- | ---------- | ----- | ------- |
| Julie Zetlin | wielobój indywidualny | 96.675     | 21.        | NQ    | NQ      |

#### Gimnastyka sportowa
Mężczyźni
| Zawodnik        | Konkurencja           | Kwalifikacje | Kwalifikacje | Kwalifikacje | Kwalifikacje | Kwalifikacje | Kwalifikacje | Kwalifikacje | Kwalifikacje | Finał    | Finał    | Finał    | Finał    | Finał    | Finał    | Finał   | Finał   |
| Zawodnik        | Konkurencja           | Przyrząd     | Przyrząd     | Przyrząd     | Przyrząd     | Przyrząd     | Przyrząd     | Razem        | Miejsce      | Przyrząd | Przyrząd | Przyrząd | Przyrząd | Przyrząd | Przyrząd | Razem   | Miejsce |
| Zawodnik        | Konkurencja           | FX           | PH           | SR           | VT           | PB           | HB           | Razem        | Miejsce      | FX       | PH       | SR       | VT       | PB       | HB       | Razem   | Miejsce |
| --------------- | --------------------- | ------------ | ------------ | ------------ | ------------ | ------------ | ------------ | ------------ | ------------ | -------- | -------- | -------- | -------- | -------- | -------- | ------- | ------- |
| Jake Dalton     | wielobój drużynowy    | 15.633       | —            | 15.100       | 15.900       | —            | —            | —            | —            | 15.466   | —        | 15.033   | 16.066   | —        | —        | —       | —       |
| Jonathan Horton | wielobój drużynowy    | —            | 12.700       | 15.166       | —            | 13.133       | 15.566       | —            | —            | —        | —        | 15.266   | —        | —        | 15.200   | —       | —       |
| Danell Leyva    | wielobój drużynowy    | 15.100       | 14.866       | 14.600       | 15.500       | 15.333       | 15.866       | 91.265       | 1.           | 15.200   | 13.400   | —        | —        | 15.366   | 15.866   | —       | —       |
| Sam Mikulak     | wielobój drużynowy    | 15.366       | 14.333       | —            | 16.300       | 15.316       | 14.033       | —            | —            | 14.600   | 14.500   | —        | 15.966   | 15.266   | —        | —       | —       |
| John Orozco     | wielobój drużynowy    | 15.166       | 14.766       | 15.066       | 15.800       | 14.533       | 15.266       | 90.597       | 4.           | —        | 12.733   | 14.958   | 14.600   | 15.133   | 15.333   | —       | —       |
| Razem           | wielobój drużynowy    | 46.165       | 43.965       | 45.332       | 48.000       | 45.182       | 46.698       | 275.342      | 1.           | 45.266   | 40.633   | 45.257   | 46.632   | 45.765   | 46.399   | 269.952 | 5.      |
| Jake Dalton     | ćwiczenia wolne       | Jak wyżej    | Jak wyżej    | Jak wyżej    | Jak wyżej    | Jak wyżej    | Jak wyżej    | Jak wyżej    | Jak wyżej    | 15.333   | —        | —        | —        | —        | —        | 15.333  | 5.      |
| Jonathan Horton | drążek                | Jak wyżej    | Jak wyżej    | Jak wyżej    | Jak wyżej    | Jak wyżej    | Jak wyżej    | Jak wyżej    | Jak wyżej    | —        | —        | —        | —        | —        | 15.466   | 15.466  | 6.      |
| Danell Leyva    | wielobój indywidualny | Jak wyżej    | Jak wyżej    | Jak wyżej    | Jak wyżej    | Jak wyżej    | Jak wyżej    | Jak wyżej    | Jak wyżej    | 15.366   | 13.500   | 14.733   | 15.566   | 15.833   | 15.700   | 90.698  | brąz    |
| Danell Leyva    | drążek                | Jak wyżej    | Jak wyżej    | Jak wyżej    | Jak wyżej    | Jak wyżej    | Jak wyżej    | Jak wyżej    | Jak wyżej    | —        | —        | —        | —        | —        | 15.833   | 15.833  | 5.      |
| Sam Mikulak     | skoki                 | Jak wyżej    | Jak wyżej    | Jak wyżej    | Jak wyżej    | Jak wyżej    | Jak wyżej    | Jak wyżej    | Jak wyżej    | —        | —        | —        | 16.050   | —        | —        | 16.050  | 5.      |
| John Orozco     | wielobój indywidualny | Jak wyżej    | Jak wyżej    | Jak wyżej    | Jak wyżej    | Jak wyżej    | Jak wyżej    | Jak wyżej    | Jak wyżej    | 15.433   | 12.566   | 15.200   | 15.900   | 15.266   | 14.966   | 89.331  | 8.      |

Kobiety
| Zawodniczka       | Konkurencja           | Kwalifikacje | Kwalifikacje | Kwalifikacje | Kwalifikacje | Kwalifikacje | Kwalifikacje | Finał    | Finał    | Finał    | Finał    | Finał   | Finał   |   |   |
| Zawodniczka       | Konkurencja           | Przyrząd     | Przyrząd     | Przyrząd     | Przyrząd     | Razem        | Miejsce      | Przyrząd | Przyrząd | Przyrząd | Przyrząd | Razem   | Miejsce |   |   |
| Zawodniczka       | Konkurencja           | FX           | VT           | UB           | BB           | Razem        | Miejsce      | FX       | VT       | UB       | BB       | Razem   | Miejsce |   |   |
| ----------------- | --------------------- | ------------ | ------------ | ------------ | ------------ | ------------ | ------------ | -------- | -------- | -------- | -------- | ------- | ------- | - | - |
| Gabrielle Douglas | wielobój drużynowy    | 13.766       | 15.900       | 15.333       | 15.266       | 60.265       | 3.           | 15.066   | 15.966   | 15.200   | 15.233   | —       | —       |   |   |
| McKayla Maroney   | wielobój drużynowy    | —            | 15.900       | —            | —            | —            | —            | —        | 16.233   | —        | —        | —       | —       |   |   |
| Alexandra Raisman | wielobój drużynowy    | 15.325       | 15.800       | 14.166       | 15.100       | 60.391       | 2.           | 15.300   | —        | —        | 14.933   | —       | —       |   |   |
| Kyla Ross         | wielobój drużynowy    | 13.733       | —            | 14.866       | 15.075       | —            | —            | —        | —        | 14.933   | 15.133   | —       | —       |   |   |
| Jordyn Wieber     | wielobój drużynowy    | 14.666       | 15.833       | 14.833       | 14.700       | 60.032       | 4.           | 15.000   | 15.933   | 14.666   | —        | —       | —       | — | — |
| Razem             | wielobój drużynowy    | 43.757       | 47.633       | 45.032       | 45.441       | 181.863      | 1.           | 45.366   | 48.132   | 44.799   | 45.299   | 183.596 | złoto   |   |   |
| Gabrielle Douglas | wielobój indywidualny | Jak wyżej    | Jak wyżej    | Jak wyżej    | Jak wyżej    | Jak wyżej    | Jak wyżej    | 15.033   | 15.966   | 15.733   | 15.500   | 62.232  | złoto   |   |   |
| Gabrielle Douglas | poręcze asymetryczne  | Jak wyżej    | Jak wyżej    | Jak wyżej    | Jak wyżej    | Jak wyżej    | Jak wyżej    | —        | —        | 14.900   | —        | 14.900  | 8.      |   |   |
| Gabrielle Douglas | równoważnia           | Jak wyżej    | Jak wyżej    | Jak wyżej    | Jak wyżej    | Jak wyżej    | Jak wyżej    | —        | —        | —        | 13.633   | 13.633  | 7.      |   |   |
| McKayla Maroney   | Skoki                 | Jak wyżej    | Jak wyżej    | Jak wyżej    | Jak wyżej    | Jak wyżej    | Jak wyżej    | —        | 15.083   | —        | —        | 15.083  | srebro  |   |   |
| Alexandra Raisman | wielobój indywidualny | Jak wyżej    | Jak wyżej    | Jak wyżej    | Jak wyżej    | Jak wyżej    | Jak wyżej    | 15.133   | 15.900   | 14.333   | 14.200   | 59.566  | 4.      |   |   |
| Alexandra Raisman | ćwiczenia wolne       | Jak wyżej    | Jak wyżej    | Jak wyżej    | Jak wyżej    | Jak wyżej    | Jak wyżej    | 15.600   | —        | —        | —        | 15.600  | złoto   |   |   |
| Alexandra Raisman | równoważnia           | Jak wyżej    | Jak wyżej    | Jak wyżej    | Jak wyżej    | Jak wyżej    | Jak wyżej    | —        | —        | —        | 15.066   | 15.066  | brąz    |   |   |
| Jordyn Wieber     | ćwiczenia wolne       | Jak wyżej    | Jak wyżej    | Jak wyżej    | Jak wyżej    | Jak wyżej    | Jak wyżej    | 14.500   | —        | —        | —        | 14.500  | 7.      |   |   |

#### Skoki na trampolinie
| Zawodnicy         | Konkurencja | Kwalifikacje | Kwalifikacje | Finał  | Finał   |
| Zawodnicy         | Konkurencja | Punkty       | Miejsce      | Punkty | Miejsce |
| ----------------- | ----------- | ------------ | ------------ | ------ | ------- |
| Steven Gluckstein | Mężczyźni   | 61.020       | 16.          | NQ     | NQ      |
| Savannah Vinsant  | Kobiety     | 101.355      | 7.           | 54.965 | 6.      |

### Hokej na trawie
Turniej kobiet
Reprezentacja Stanów Zjednoczonych w hokeju na trawie kobiet brała udział w rozgrywkach grupy B turnieju olimpijskiego, wygrywając jedno spotkanie i doznając czterech porażek. Zajęła ostatnie miejsce w swojej grupie. W meczu o 11. miejsce w uległa reprezentacji Belgii, zajmując ostatecznie 12. miejsce w całym turnieju.
Faza grupowa
Grupa B
Wyniki
Faza pucharowa
Mecz o 11 miejsce
| 10 sierpnia 20128:30 WET | Belgia                                     | 2:1 | Stany Zjednoczone                               |  |
| 10 sierpnia 20128:30 WET | Alix Gerniers 19' Gaelle Valcke 50' (kar.) | 2:1 | 5' Paige Selensky                               |  |
| 10 sierpnia 20128:30 WET | Emilie Sinia 61'                           | 2:1 | 59' Lauren Crandall · 68' Kayla Bashore-Smedley |  |

Skład
5. Melissa Gonzalez
8. Rachel Dawson
9. Michelle Vittese
11. Shannon Taylor
12. Julia Reinprecht
13. Keli Smith Puzo
14. Katie Reinprecht
16. Katie O’Donnell
18. Michelle Kasold
19. Caroline Nichols
20. Paige Selensky
21. Claire Laubach
23. Katelyn Falgowski
25. Amy Swensen
26. Kayla Bashore-Smedley
31. Lauren Crandall
Trener
Lee Bodimeade

### Jeździectwo

#### Skoki przez przeszkody
| Zawodnik                                            | Koń         | Konkurencja   | Kwalifikacje | Kwalifikacje | Kwalifikacje | Kwalifikacje | Kwalifikacje | Kwalifikacje | Kwalifikacje | Kwalifikacje | Finał   | Finał   | Finał   | Finał   | Finał   | Razem | Razem   |
| Zawodnik                                            | Koń         | Konkurencja   | Runda 1      | Runda 1      | Runda 2      | Runda 2      | Runda 2      | Runda 3      | Runda 3      | Runda 3      | Runda A | Runda A | Runda B | Runda B | Runda B | Razem | Razem   |
| Zawodnik                                            | Koń         | Konkurencja   | Kary         | Miejsce      | Kary         | Łącznie      | Miejsce      | Kary         | Łącznie      | Miejsce      | Kary    | Miejsce | Kary    | Łącznie | Miejsce | Kary  | Miejsce |
| --------------------------------------------------- | ----------- | ------------- | ------------ | ------------ | ------------ | ------------ | ------------ | ------------ | ------------ | ------------ | ------- | ------- | ------- | ------- | ------- | ----- | ------- |
| Rich Fellers                                        | Flexible    | indywidualnie | 0            | =1 Q         | 0            | 0            | =1 Q         | 8            | 8            | =11 Q        | 5       | =20 Q   | 0       | 5       | 8       | 5     | 8       |
| Reed Kessler                                        | Cylana      | indywidualnie | 1            | =33 Q        | 9            | 10           | =47          |              |              |              |         |         |         |         |         |       |         |
| Beezie Madden                                       | Via Volo    | indywidualnie | 42           | =72          |              |              |              |              |              |              |         |         |         |         |         |       |         |
| McLain Ward                                         | Antares F   | indywidualnie | 0            | =1 Q         | 4            | 4            | =17 Q        | 8            | 12           | =26 Q        | 12      | =29     |         |         |         | 12    | =29     |
| Rich Fellers Reed Kessler Beezie Madden McLain Ward | Patrz wyżej | drużynowo     | —            | —            | —            | —            | —            | —            | —            | —            | 8       | =7 Q    | 20      | 28      | =6      | 28    | =6      |

#### Ujeżdżenie
| Jan Ebeling                            | Rafalca     | indywidualnie | 70.243 | 30 Q | 69.302 | 28   |        |        |        |    |
| Tina Konyot                            | Calecto V   | indywidualnie | 70.456 | 27 Q | 70.651 | 25   |        |        |        |    |
| Adrienne Lyle                          | Wizard      | indywidualnie | 69.468 | 35   |        |      |        |        |        |    |
| Steffen Peters                         | Ravel       | indywidualnie | 77.705 | 6 Q  | 76.254 | =7 Q | 74.143 | 80.429 | 77.286 | 17 |
| Jan Ebeling Tina Konyot Steffen Peters | Patrz wyżej | drużynowo     | 72.801 | 5 Q  | 72.069 | 7    | —      | —      | 72.435 | 6  |

#### WKKW
| Zawodnik                                                             | Koń               | Konkurencja   | Ujeżdżenie | Ujeżdżenie | Cross-country | Cross-country | Skoki        | Skoki        | Skoki | Skoki   | Łącznie | Łącznie |
| Zawodnik                                                             | Koń               | Konkurencja   | Ujeżdżenie | Ujeżdżenie | Cross-country | Cross-country | Kwalifikacje | Kwalifikacje | Finał | Finał   | Łącznie | Łącznie |
| Zawodnik                                                             | Koń               | Konkurencja   | Kary       | Miejsce    | Kary          | Miejsce       | Kary         | Miejsce      | Kary  | Miejsce | Kary    | Miejsce |
| -------------------------------------------------------------------- | ----------------- | ------------- | ---------- | ---------- | ------------- | ------------- | ------------ | ------------ | ----- | ------- | ------- | ------- |
| Will Coleman                                                         | Twizzel           | indywidualnie | 46.30      | 26         | 36.40         | 46            | 2.00         | 37           |       |         | 84.70   | 37      |
| Tiana Coudray                                                        | Ringwood Magister | indywidualnie | 52.00      | 42         | 25.60         | 42            | 11.00        | 40           |       |         | 88.60   | 44      |
| Phillip Dutton                                                       | Mystery Whisper   | indywidualnie | 44.30      | 19         | 2.80          | 12            | 23.00        | 27 Q         | 11.00 | 23      | 81.10   | 23      |
| Boyd Martin                                                          | Otis Barbotiere   | indywidualnie | 50.70      | =36        | 3.60          | 26            |              |              |       |         |         |         |
| Karen O’Connor                                                       | Mr. Medicott      | indywidualnie | 48.20      | 29         | 5.60          | =24           | 0.00         | 16 Q         | 0.00  | 9       | 53.80   | 9       |
| Will Coleman Tiana Coudray Phillip Dutton Boyd Martin Karen O’Connor | Patrz wyżej       | drużynowo     | 138.80     |            | 16.40         |               | 53.40        |              | —     | —       | 208.60  | 7       |

### Judo
Mężczyźni
| Zawodnik       | Konkurencja | 1/32             | 1/16                   | 1/8                      | Ćwierćfinał           | Półfinał            | Repasaż 1                | Repasaż 2                  | Finał            | Finał   |
| Zawodnik       | Konkurencja | Przeciwnik Wynik | Przeciwnik Wynik       | Przeciwnik Wynik         | Przeciwnik Wynik      | Przeciwnik Wynik    | Przeciwnik Wynik         | Przeciwnik Wynik           | Przeciwnik Wynik | Pozycja |
| -------------- | ----------- | ---------------- | ---------------------- | ------------------------ | --------------------- | ------------------- | ------------------------ | -------------------------- | ---------------- | ------- |
| Nick Delpopolo | do 73 kg    | BYE              | Cheung C Y W 0020-0000 | Van Tichelt W 0001-0000  | Wang KC P 0000-0000   | NQ                  | Sajndżarglyn P 0002-0010 | NQ                         | NQ               | NQ      |
| Travis Stevens | do 81 kg    | BYE              | Sedej W 0101-0002      | Czrikiszwili W 1001-0001 | Guilheiro W 0101-0000 | Bischof P 0000-0000 | BYE                      | Valois-Fortier P 0000-0011 | NQ               | NQ      |
| Kyle Vashkulat | do 100 kg   | —                | Sajidow P 0000-1000    | NQ                       | NQ                    | NQ                  | NQ                       | NQ                         | NQ               | NQ      |

Kobiety
| Zawodniczka    | Konkurencja | 1/16                 | 1/8                   | Ćwierćfinał           | Półfinał              | Repasaż 1           | Repasaż 2               | Finał               | Finał   |
| Zawodniczka    | Konkurencja | Przeciwniczka Wynik  | Przeciwniczka Wynik   | Przeciwniczka Wynik   | Przeciwniczka Wynik   | Przeciwniczka Wynik | Przeciwniczka Wynik     | Przeciwniczka Wynik | Pozycja |
| -------------- | ----------- | -------------------- | --------------------- | --------------------- | --------------------- | ------------------- | ----------------------- | ------------------- | ------- |
| Marti Malloy   | do 57 kg    | Monteiro W 0001-0000 | Amaris W 0100-0000    | Zabłudina W 0012-0011 | Caprioriu P 0001-1001 | BYE                 | Quintavalle W 0100-0001 | NQ                  | brąz    |
| Kayla Harrison | do 78 kg    | BYE                  | Moskaliuk W 0100-0000 | Joó W 0101-0010       | Aguiar W 0101-0000    | BYE                 | BYE                     | Gibbons W 0002-0000 | złoto   |

### Kajakarstwo

#### Kajakarstwo górskie
Mężczyźni
| Zawodnik              | Konkurencja | Preeliminacje | Preeliminacje | Preeliminacje | Preeliminacje | Preeliminacje | Preeliminacje | Półfinał | Półfinał | Finał | Finał   | Łącznie | Miejsce |
| Zawodnik              | Konkurencja | Zjazd 1       | Miejsce       | Zjazd 2       | Miejsce       | Łącznie       | Miejsce       | Czas     | Miejsce  | Czas  | Miejsce | Łącznie | Miejsce |
| --------------------- | ----------- | ------------- | ------------- | ------------- | ------------- | ------------- | ------------- | -------- | -------- | ----- | ------- | ------- | ------- |
| Casey Eichfeld        | C-1         | 97.04         | 10.           | 102.02        | 12.           | 97.04         | 14.           | NQ       | NQ       | NQ    | NQ      | NQ      | NQ      |
| Eric Hurd Jeff Lanmer | C-2         | 112.91        | 12.           | 109.78        | 9.            | 109.78        | 12.           | NQ       | NQ       | NQ    | NQ      | NQ      | NQ      |
| Scott Parsons         | K-1         | 94.16         | 13.           | 141.72        | 19.           | 94.16         | 16.           | NQ       | NQ       | NQ    | NQ      | NQ      | NQ      |

Kobiety
| Zawodniczka    | Konkurencja | Preeliminacje | Preeliminacje | Preeliminacje | Preeliminacje | Preeliminacje | Preeliminacje | Półfinał | Półfinał | Finał | Finał   | Łącznie | Miejsce |
| Zawodniczka    | Konkurencja | Zjazd 1       | Miejsce       | Zjazd 2       | Miejsce       | Łącznie       | Miejsce       | Czas     | Miejsce  | Czas  | Miejsce | Łącznie | Miejsce |
| -------------- | ----------- | ------------- | ------------- | ------------- | ------------- | ------------- | ------------- | -------- | -------- | ----- | ------- | ------- | ------- |
| Caroline Queen | K-1         | 117.05        | 13.           | 186.23        | 19.           | 117.05        | 17.           | NQ       | NQ       | NQ    | NQ      | NQ      | NQ      |

#### Kajakarstwo klasyczne
Mężczyźni
| Zawodnik    | Konkurencja | Eliminacje | Eliminacje | Półfinał | Półfinał | Finał  | Finał   |
| Zawodnik    | Konkurencja | Czas       | Miejsce    | Czas     | Miejsce  | Czas   | Miejsce |
| ----------- | ----------- | ---------- | ---------- | -------- | -------- | ------ | ------- |
| Tim Hornsby | K-1 200 m   | 36.560     | 6.         | 37.660   | 8. FB    | 39.370 | 15.     |

Kobiety
| Zawodniczka    | Konkurencja | Eliminacje | Eliminacje | Półfinał | Półfinał | Finał | Finał   |
| Zawodniczka    | Konkurencja | Czas       | Miejsce    | Czas     | Miejsce  | Czas  | Miejsce |
| -------------- | ----------- | ---------- | ---------- | -------- | -------- | ----- | ------- |
| Carrie Johnson | K-1 200 m   | 43.355     | 6.         | 43.321   | 8.       | NQ    | NQ      |
| Carrie Johnson | K-1 500 m   | 1:53.983   | 4.         | 1:54.628 | 6.       | NQ    | NQ      |

### Kolarstwo

#### Kolarstwo BMX
| Zawodnik      | Konkurencja | Eliminacje | Eliminacje | Ćwierćfinał | Ćwierćfinał | Półfinał | Półfinał | Finał    | Finał   |
| Zawodnik      | Konkurencja | Wynik      | Miejsce    | Wynik       | Miejsce     | Wynik    | Miejsce  | Wynik    | Miejsce |
| ------------- | ----------- | ---------- | ---------- | ----------- | ----------- | -------- | -------- | -------- | ------- |
| Connor Fields | Mężczyźni   | 38.431     | 4.         | 3 pkt.      | 1.          | 6 pkt.   | 1.       | 1:03.033 | 7.      |
| David Herman  | Mężczyźni   | 38.955     | 15.        | 16 pkt.     | 4.          | 15 pkt.  | 6.       | NQ       | NQ      |
| Nic Long      | Mężczyźni   | 38.601     | 7.         | 18 pkt.     | 5.          | NQ       | NQ       | NQ       | NQ      |
| Brooke Crain  | Kobiety     | DNF        | 16.        | —           | —           | 14 pkt.  | 3.       | 40.286   | 8.      |
| Alise Post    | Kobiety     | 39.890     | 8.         | —           | —           | 18 pkt.  | 6.       | NQ       | NQ      |

#### Kolarstwo górskie
| Zawodnik       | Konkurencja | Czas    | Miejsce |
| -------------- | ----------- | ------- | ------- |
| Samuel Schultz | Mężczyźni   | 1:32:29 | 15.     |
| Todd Wells     | Mężczyźni   | 1:31:28 | 11.     |
| Lea Davison    | Kobiety     | 1:35:14 | 11.     |
| Georgia Gould  | Kobiety     | 1:32:00 | brąz    |

#### Kolarstwo szosowe
Mężczyźni
| Zawodnik           | Konkurencja                | Czas     | Miejsce |
| ------------------ | -------------------------- | -------- | ------- |
| Timmy Duggan       | Wyścig ze startu wspólnego | 5:46:37  | 88.     |
| Tyler Farrar       | Wyścig ze startu wspólnego | 5:46:37  | 33.     |
| Chris Horner       | Wyścig ze startu wspólnego | 5:46:37  | 93.     |
| Taylor Phinney     | Wyścig ze startu wspólnego | 5:46:05  | 4.      |
| Taylor Phinney     | Jazda indywidualna na czas | 52:38.07 | 4.      |
| Tejay van Garderen | Wyścig ze startu wspólnego | 5:47:31  | 104.    |

Kobiety
| Zawodniczka       | Konkurencja                | Czas     | Miejsce |
| ----------------- | -------------------------- | -------- | ------- |
| Kristin Armstrong | Wyścig ze startu wspólnego | 3:36:16  | 35.     |
| Kristin Armstrong | Jazda indywidualna na czas | 37:34.82 | złoto   |
| Amber Neben       | Wyścig ze startu wspólnego | 3:36:20  | 36.     |
| Amber Neben       | Jazda indywidualna na czas | 38:45.17 | 7.      |
| Shelley Olds      | Wyścig ze startu wspólnego | 3:35:56  | 7.      |
| Evelyn Stevens    | Wyścig ze startu wspólnego | 3:35:56  | 24.     |

#### Kolarstwo torowe
Mężczyźni
| Zawodnik      | Konkurencja | Kwalifikacje  | Kwalifikacje | Runda 1           | Repasaż 1       | Runda 2          | Repasaż 2       | Ćwierćfinały    | Półfinały       | Finał                                    | Finał   |
| Zawodnik      | Konkurencja | Czas Szybkość | Miejsce      | Przeciwnik Czas   | Przeciwnik Czas | Przeciwnik Czas  | Przeciwnik Czas | Przeciwnik Czas | Przeciwnik Czas | Przeciwnik Czas                          | Pozycja |
| ------------- | ----------- | ------------- | ------------ | ----------------- | --------------- | ---------------- | --------------- | --------------- | --------------- | ---------------------------------------- | ------- |
| Jimmy Watkins | Sprint      | 10.247 70.264 | 12.          | Nakagawa W 10.339 | BYE             | Kelemen W 10.511 | BYE             | Perkins P, P    | NQ              | O 5 miejsce Awang Förstemann Dmitrijew P | 6.      |

| Zawodnik  | Konkurencja | Start lotny | Start lotny | Wyścig punktowy | Wyścig punktowy | Wyścig eliminacyjny | Wyścig na dochodzenie | Wyścig na dochodzenie | Scratch | Wyścig na 1000 m | Wyścig na 1000 m | Suma punktów | Miejsce |
| Zawodnik  | Konkurencja | Czas        | Miejsce     | Punkty          | Miejsce         | Miejsce             | Czas                  | Miejsce               | Miejsce | Czas             | Miejsce          | Suma punktów | Miejsce |
| --------- | ----------- | ----------- | ----------- | --------------- | --------------- | ------------------- | --------------------- | --------------------- | ------- | ---------------- | ---------------- | ------------ | ------- |
| Bobby Lea | Omnium      | 13.559      | 10.         | 8               | 12.             | 8.                  | 4:30.127              | 11.                   | 7.      | 1:04.853         | 13.              | 61           | 12.     |

Kobiety
| Zawodniczki                                          | Konkurencja      | Kwalifikacje | Kwalifikacje | Półfinał            | Półfinał | Finał                    | Finał   |
| Zawodniczki                                          | Konkurencja      | Czas         | Miejsce      | Przeciwniczki Wynik | Miejsce  | Przeciwniczki Wynik      | Miejsce |
| ---------------------------------------------------- | ---------------- | ------------ | ------------ | ------------------- | -------- | ------------------------ | ------- |
| Dotsie Bausch Sarah Hammer Jennie Reed Lauren Tamayo | Wyścig drużynowy | 3:19.406     | 2.           | Australia 3:16.853  | 2.       | Wielka Brytania 3:19.727 | srebro  |

| Zawodniczka  | Konkurencja | Start lotny | Start lotny | Wyścig punktowy | Wyścig punktowy | Wyścig eliminacyjny | Wyścig na dochodzenie | Wyścig na dochodzenie | Scratch | Wyścig na 500 m | Wyścig na 500 m | Suma punktów | Miejsce |
| Zawodniczka  | Konkurencja | Czas        | Miejsce     | Punkty          | Miejsce         | Miejsce             | Czas                  | Miejsce               | Miejsce | Czas            | Miejsce         | Suma punktów | Miejsce |
| ------------ | ----------- | ----------- | ----------- | --------------- | --------------- | ------------------- | --------------------- | --------------------- | ------- | --------------- | --------------- | ------------ | ------- |
| Sarah Hammer | Omnium      | 14.369      | 5.          | 25              | 5.              | 2.                  | 3:29.554              | 1.                    | 2.      | 35.900          | 4.              | 19           | srebro  |

### Koszykówka
Turniej mężczyzn
Reprezentacja Stanów Zjednoczonych w koszykówce mężczyzn brała udział w rozgrywkach grupy A turnieju olimpijskiego, wygrywając wszystkie 5 spotkań i awansując do dalszej fazy rozgrywek. Pokonała następnie w ćwierćfinale Australię, w półfinale Argentynę i w finale Hiszpanię, zdobywając złote medale olimpijskie.
Tabela grupy
| Miejsce | Drużyna           | Mecze | Punkty | Zwyc. | Por. | Kosze   |
| ------- | ----------------- | ----- | ------ | ----- | ---- | ------- |
| 1       | Stany Zjednoczone | 5     | 10     | 5     | 0    | 589-398 |
| 2       | Francja           | 5     | 9      | 4     | 1    | 376-378 |
| 3       | Argentyna         | 5     | 8      | 3     | 2    | 446-424 |
| 4       | Litwa             | 5     | 7      | 2     | 3    | 395-399 |
| 5       | Nigeria           | 5     | 6      | 1     | 4    | 338-456 |
| 6       | Tunezja           | 5     | 5      | 0     | 5    | 320-411 |

Wyniki spotkań
Faza grupowa
| 29 lipca 201215:30 | Stany Zjednoczone                                                    | 98:71(22:21, 30:15, 26:15, 20:20) | Francja                                                | Basketball Arena, Londyn Sędzia: * Cristiano Maranho - Saša Pukl - Michael Aylen |
| 29 lipca 201215:30 | Pkt:Kevin Durant 22 Zb:Chandler, Durant, Anthony 9 As:LeBron James 8 | 98:71(22:21, 30:15, 26:15, 20:20) | Pkt:Ali Traore 12 Zb:Ronny Turiaf 9 As:Nando De Colo 3 | Basketball Arena, Londyn Sędzia: * Cristiano Maranho - Saša Pukl - Michael Aylen |

| 31 lipca 201223:15 | Tunezja                                                                       | 63:110(15:21, 18:25, 14:39, 16:25) | Stany Zjednoczone                                       | Basketball Arena, Londyn Sędzia: * Vaughan Mayberry - Samir Abaaki - Oļegs Latiševs |
| 31 lipca 201223:15 | Pkt:Makrem Ben Romdhane 22 Zb:Makrem Ben Romdhane 11 As:Makrem Ben Romdhane 4 | 63:110(15:21, 18:25, 14:39, 16:25) | Pkt:Love, Anthony 16 Zb:Kevin Durant 10 As:Chris Paul 7 | Basketball Arena, Londyn Sędzia: * Vaughan Mayberry - Samir Abaaki - Oļegs Latiševs |

| 2 sierpnia 201223:15 | Stany Zjednoczone                                            | 156:73(49:25, 29:20, 41:17, 37:11) | Nigeria                                              | Basketball Arena, Londyn Sędzia: * Juan Arteaga - Robert Lottermoser - Elena Chernova |
| 2 sierpnia 201223:15 | Pkt:Carmelo Anthony 37 Zb:Davis, Love 6 As:Deron Williams 11 | 156:73(49:25, 29:20, 41:17, 37:11) | Pkt:Ike Diogu 27 Zb:Ike Diogu 7 As:Al-Farouq Aminu 4 | Basketball Arena, Londyn Sędzia: * Juan Arteaga - Robert Lottermoser - Elena Chernova |

| 4 sierpnia 201215:30 | Litwa                                                              | 94:99(25:33, 26:22, 21:23, 22:21) | Stany Zjednoczone                                     | Basketball Arena, Londyn Sędzia: * Recep Ankaralı - Luigi Lamonica - Marcos Benito |
| 4 sierpnia 201215:30 | Pkt:Linas Kleiza 25 Zb:Martynas Pocius 7 As:Jasikevičius, Pocius 6 | 94:99(25:33, 26:22, 21:23, 22:21) | Pkt:James, Anthony 20 Zb:Kevin Love 8 As:Chris Paul 6 | Basketball Arena, Londyn Sędzia: * Recep Ankaralı - Luigi Lamonica - Marcos Benito |

| 6 sierpnia 201223:15 | Argentyna                                                     | 97:126(32:34, 27:26, 17:42, 21:24) | Stany Zjednoczone                                             | Basketball Arena, Londyn Sędzia: * Christos Christodoulou - Ilija Belošević - Stephen Seibel |
| 6 sierpnia 201223:15 | Pkt:Manu Ginóbili 16 Zb:Manu Ginóbili 5 As:Facundo Campazzo 7 | 97:126(32:34, 27:26, 17:42, 21:24) | Pkt:Kevin Durant 28 Zb:Iguodala, Kevin Love 9 As:Chris Paul 7 | Basketball Arena, Londyn Sędzia: * Christos Christodoulou - Ilija Belošević - Stephen Seibel |

Ćwierćfinał
| 8 sierpnia 201223:15 | Stany Zjednoczone                                        | 119:86(28:21, 28:21, 28:28, 35:16) | Australia                                            | The O2 Arena, Londyn Sędzia: * Luigi Lamonica - Fernando Sampietro - Samir Abaakil |
| 8 sierpnia 201223:15 | Pkt:Kobe Bryant 20 Zb:LeBron James 14 As:LeBron James 11 | 119:86(28:21, 28:21, 28:28, 35:16) | Pkt:Patrick Mills 26 Zb:Joe Ingles 8 As:Joe Ingles 6 | The O2 Arena, Londyn Sędzia: * Luigi Lamonica - Fernando Sampietro - Samir Abaakil |

Półfinał
| 10 sierpnia 201222:00 | Argentyna                                                    | 83:109(19:24, 21:23, 17:24, 26:35) | Stany Zjednoczone                                     | The O2 Arena, Londyn Sędzia: * Carl Jungebrand - Recep Ankaralı - Robert Lottermoser |
| 10 sierpnia 201222:00 | Pkt:Manu Ginóbili 18 Zb:Pablo Prigioni 6 As:Carlos Delfino 5 | 83:109(19:24, 21:23, 17:24, 26:35) | Pkt:Kevin Durant 19 Zb:Kevin Love 9 As:LeBron James 7 | The O2 Arena, Londyn Sędzia: * Carl Jungebrand - Recep Ankaralı - Robert Lottermoser |

Finał
| 12 sierpnia 201216:00 | Hiszpania                                        | 100:107(27:35, 31:24, 24:24, 18:24) | Stany Zjednoczone                                       | The O2 Arena, Londyn Sędzia: * Cristiano Maranho - Christos Christodoulou - Michael Aylen |
| 12 sierpnia 201216:00 | Pkt:Pau Gasol 24 Zb:Serge Ibaka 9 As:Pau Gasol 7 | 100:107(27:35, 31:24, 24:24, 18:24) | Pkt:Kevin Durant 30 Zb:Durant, Love 9 As:LeBron James 4 | The O2 Arena, Londyn Sędzia: * Cristiano Maranho - Christos Christodoulou - Michael Aylen |

Skład
| Nr | Imię i nazwisko   | Data urodzenia (wiek) | Wzrost (cm) | Klub                   | Pozycja |
| -- | ----------------- | --------------------- | ----------- | ---------------------- | ------- |
| 4  | Tyson Chandler    | 2.10.1982 (29)        | 216         | New York Knicks        | C       |
| 5  | Kevin Durant      | 29.09.1988 (23)       | 206         | Oklahoma City Thunder  | F       |
| 6  | LeBron James      | 30.12.1984 (27)       | 203         | Miami Heat             | F       |
| 7  | Russell Westbrook | 12.11.1988 (23)       | 191         | Oklahoma City Thunder  | G       |
| 8  | Deron Williams    | 26.07.1984 (28)       | 191         | Brooklyn Nets          | G       |
| 9  | Andre Iguodala    | 28.01.1984 (28)       | 198         | Denver Nuggets         | F       |
| 10 | Kobe Bryant       | 23.08.1978 (33)       | 198         | Los Angeles Lakers     | G       |
| 11 | Kevin Love        | 7.09.1988 (23)        | 208         | Minnesota Timberwolves | F       |
| 12 | James Harden      | 26.08.1989 (22)       | 196         | Oklahoma City Thunder  | G       |
| 13 | Chris Paul        | 6.05.1985 (27)        | 183         | Los Angeles Clippers   | G       |
| 14 | Anthony Davis     | 11.03.1993 (19)       | 208         | New Orleans Hornets    | C       |
| 15 | Carmelo Anthony   | 29.05.1984 (28)       | 203         | New York Knicks        | F       |

Trener:  Mike Krzyzewski
Turniej kobiet
Reprezentacja Stanów Zjednoczonych w koszykówce kobiet brała udział w rozgrywkach grupy A turnieju olimpijskiego, wygrywając wszystkie 5 spotkań i awansując do dalszej fazy rozgrywek. Pokonała następnie w ćwierćfinale Kanadę, w półfinale Australię i w finale Francję, zdobywając złote medale olimpijskie.
Tabela grupy
| Poz. | Reprezentacja     | Pkt | Mecze | Mecze | Mecze | Punkty | Punkty | Punkty |
| Poz. | Reprezentacja     | Pkt | M     | Z     | P     | zdob.  | str.   | bilans |
| ---- | ----------------- | --- | ----- | ----- | ----- | ------ | ------ | ------ |
| 1    | Stany Zjednoczone | 10  | 5     | 5     | 0     | 462    | 279    | 183+   |
| 2    | Turcja            | 9   | 5     | 4     | 1     | 343    | 316    | 27+    |
| 3    | Chiny             | 8   | 5     | 3     | 2     | 346    | 363    | 17-    |
| 4    | Czechy            | 7   | 5     | 2     | 3     | 346    | 332    | 14+    |
| 5    | Chorwacja         | 6   | 5     | 1     | 4     | 324    | 379    | 55-    |
| 6    | Angola            | 5   | 5     | 0     | 5     | 243    | 395    | 152-   |

Wyniki spotkań
Faza grupowa
| 28 lipca 201216:45 | Stany Zjednoczone                                      | 81:56(11:4, 20:24, 22:19, 28:9) | Chorwacja                                               | Basketball Arena, Londyn |
| 28 lipca 201216:45 | Pkt:Tina Charles 14 Zb:Candace Parker 13 As:Sue Bird 5 | 81:56(11:4, 20:24, 22:19, 28:9) | Pkt:Jelena Ivezić 22 Zb:Luca Ivanković 7 As:Ana Lelas 5 | Basketball Arena, Londyn |

| 30 lipca 201221:15 | Angola                                                                         | 38:90(12:22, 6:19, 11:28, 9:21) | Stany Zjednoczone                                        | Basketball Arena, Londyn |
| 30 lipca 201221:15 | Pkt:Sonia Guadalupe 11 Zb:Nassecela Mauricio, Nadir Manuel 6 As:Nadir Manuel 2 | 38:90(12:22, 6:19, 11:28, 9:21) | Pkt:Candace Parker 14 Zb:Candace Parker 14 As:Sue Bird 5 | Basketball Arena, Londyn |

| 1 sierpnia 201221:15 | Stany Zjednoczone                                           | 89:58(19:16, 22:10, 22:21, 26:11) | Turcja | Basketball Arena, Londyn |
| 1 sierpnia 201221:15 | Pkt:Angel McCoughtry 20 Zb:trzy zawodniczki 7 As:Sue Bird 4 | 89:58(19:16, 22:10, 22:21, 26:11) | Pkt:Birsel Vardarlı, Quanitra Hollingsworth 11 Zb:Quanitra Hollingsworth 8 As:Birsel Vardarlı, Işıl Alben 3 | Basketball Arena, Londyn |

| 3 sierpnia 201221:15 | Czechy                                                               | 61:88(26:24, 12:24, 9:22, 14:18) | Stany Zjednoczone                                     | Basketball Arena, Londyn |
| 3 sierpnia 201221:15 | Pkt:Michaela Zrůstová 15 Zb:Tereza Pecková 6 As:Kateřina Bartoňová 3 | 61:88(26:24, 12:24, 9:22, 14:18) | Pkt:Diana Taurasi 18 Zb:Tina Charles 14 As:Sue Bird 9 | Basketball Arena, Londyn |

| 5 sierpnia 201217:45 | Chiny                                          | 66:114(28:31, 8:30, 12:33, 18:20) | Stany Zjednoczone                                          | Basketball Arena, Londyn |
| 5 sierpnia 201217:45 | Pkt:Nan Chen 16 Zb:Lijie Miao 8 As:Zengyu Ma 3 | 66:114(28:31, 8:30, 12:33, 18:20) | Pkt:Diana Taurasi 22 Zb:Tamika Catchings 7 As:Maya Moore 7 | Basketball Arena, Londyn |

Ćwierćfinał
| 7 sierpnia 201215:00 | Stany Zjednoczone                                                  | 91:48(19:8, 23:12, 26:10, 23:17) | Kanada                                                     | The O2 Arena, Londyn |
| 7 sierpnia 201215:00 | Pkt:Diana Taurasi 15 Zb:Sue Bird 5 As:Maya Moore, Candace Parker 7 | 91:48(19:8, 23:12, 26:10, 23:17) | Pkt:Kim Smith 13 Zb:Krista Phillips 5 As:Krista Phillips 8 | The O2 Arena, Londyn |

Półfinał
| 9 sierpnia 201217:00 | Australia                                                      | 73:86(22:20, 25:23, 12:22, 14:21) | Stany Zjednoczone                                                       | The O2 Arena, Londyn |
| 9 sierpnia 201217:00 | Pkt:Elizabeth Camage 19 Zb:Lauren Jackson 17 As:Rachel Jarry 5 | 73:86(22:20, 25:23, 12:22, 14:21) | Pkt:Diana Taurasi, Tina Charles 14 Zb:Tina Charles 10 As:Tina Charles 4 | The O2 Arena, Londyn |

Finał
| 11 sierpnia 201221:00 | Stany Zjednoczone                                             | 86:50(20:15, 17:10, 26:12, 23:13) | Francja                                                                            | The O2 Arena, Londyn |
| 11 sierpnia 201221:00 | Pkt:Candace Parker 21 Zb:Candace Parker 11 As:Diana Taurasi 6 | 86:50(20:15, 17:10, 26:12, 23:13) | Pkt:Sandrine Gruda, Edwige Lawson-Wade 12 Zb:Emmeline Ndongue 8 As:Celine Dumerc 3 | The O2 Arena, Londyn |

Skład
| Nr | Imię i nazwisko  | Data urodzenia (wiek) | Wzrost (cm) | Klub               | Pozycja |
| -- | ---------------- | --------------------- | ----------- | ------------------ | ------- |
| 4  | Lindsay Whalen   | 9.05.1982 (30)        | 175         | Minnesota Lynx     | G       |
| 5  | Seimone Augustus | 30.04.1984 (28)       | 183         | Minnesota Lynx     | F       |
| 6  | Sue Bird         | 16.10.1980 (30)       | 175         | Seattle Storm      | G       |
| 7  | Maya Moore       | 11.06.1989 (23)       | 183         | Minnesota Lynx     | F       |
| 8  | Angel McCoughtry | 10.09.1986 (25)       | 185         | Atlanta Dream      | F       |
| 9  | Asjha Jones      | 1.08.1980 (31)        | 191         | Connecticut Sun    | F       |
| 10 | Tamika Catchings | 21.07.1979 (33)       | 185         | Indiana Fever      | F       |
| 11 | Swin Cash        | 22.09.1979 (32)       | 185         | Chicago Sky        | F       |
| 12 | Diana Taurasi    | 11.06.1982 (30)       | 183         | Phoenix Mercury    | G/F     |
| 13 | Sylvia Fowles    | 10.06.1985 (27)       | 198         | Chicago Sky        | C       |
| 14 | Tina Charles     | 5.12.1988 (23)        | 193         | Connecticut Sun    | C       |
| 15 | Candace Parker   | 19.04.1986 (26)       | 193         | Los Angeles Sparks | F/C     |

Trener:  Geno Auriemma

### Lekkoatletyka
Początkowo w składzie znajdowała się także sprinterka Debbie Dunn (4. w amerykańskich kwalifikacjach olimpijskich na 400 metrów), jednak testy antydopingowe przeprowadzone podczas tych zawodów wykazały u Amerykanki obecność niedozwolonych substancji – sterydów anabolicznych, przez co została wykreślona z kadry olimpijskiej.
Mężczyźni
| Zawodnik                                                                             | Konkurencja           | Eliminacje | Eliminacje | Ćwierćfinał | Ćwierćfinał | Półfinał | Półfinał | Finał    | Finał   |
| Zawodnik                                                                             | Konkurencja           | Wynik      | Miejsce    | Wynik       | Miejsce     | Wynik    | Miejsce  | Wynik    | Miejsce |
| ------------------------------------------------------------------------------------ | --------------------- | ---------- | ---------- | ----------- | ----------- | -------- | -------- | -------- | ------- |
| Abdi Abdirahman                                                                      | maraton               | —          | —          | —           | —           | —        | —        | DNF      | DNF     |
| Kyle Alcorn                                                                          | 3000 m z przeszkodami | 8:37:11    | 9          | —           | —           | —        | —        |          |         |
| Ryan Bailey                                                                          | 100 m                 |            |            | 9.88        | 1 Q         | 9.96     | 2 Q      | 9.88     | 5       |
| Trevor Barron                                                                        | chód na 20 km         | —          | —          | —           | —           | —        | —        | 1:22:46  | 26      |
| Donald Cabral                                                                        | 3000 m z przeszkodami | 8:21.46    | 4 Q        | —           | —           | —        | —        | 8:25.91  | 8       |
| Matthew Centrowitz                                                                   | 1500 m                | 3:41.39    | 5 Q        | —           | —           | 3:34.90  | 5 Q      | 3:35.17  | 4       |
| Kerron Clement                                                                       | 400 m przez płotki    | 48.48      | 2 Q        | —           | —           | 48.12    | 3 q      | 49.15    | 8       |
| Justin Gatlin                                                                        | 100 m                 |            |            | 9.97        | 1 Q         | 9.82     | 2 Q      | 9.79     | brąz    |
| Tyson Gay                                                                            | 100 m                 |            |            | 10.08       | 1 Q         | 9.90     | 2 Q      | 9.80     | 4       |
| Ryan Hall                                                                            | maraton               | —          | —          | —           | —           | —        | —        | DNF      | DNF     |
| Evan Jager                                                                           | 3000 m z przeszkodami | 8:16.61    | 2 Q        | —           | —           | —        | —        | 8:23.87  | 6       |
| Meb Keflezighi                                                                       | maraton               | —          | —          | —           | —           | —        | —        | 2:11:06  | 4       |
| Bernard Lagat                                                                        | 5000 m                | 13:15.45   | 4 Q        | —           | —           | —        | —        | 13:42.99 | 4       |
| Lopez Lomong                                                                         | 5000 m                | 13:26.16   | 4 Q        | —           | —           | —        | —        | 13:48.19 | 10      |
| Leonel Manzano                                                                       | 1500 m                | 3:37.00    | 6 Q        | —           | —           | 3:42.94  | 4 Q      | 3:34.79  | srebro  |
| Tony McQuay                                                                          | 400 m                 | 45.45      | 2 Q        | —           | —           | 45.31    | 5        |          |         |
| Aries Merritt                                                                        | 110 m przez płotki    | 13.07      | 1 Q        | —           | —           | 12.94    | 1 Q      | 12.92    | złoto   |
| LaShawn Merritt                                                                      | 400 m                 | DNF        | DNF        | —           | —           |          |          |          |         |
| Maurice Mitchell                                                                     | 200 m                 | 20.54      | 1 Q        | —           | —           | 20.56    | 4        |          |         |
| Bryshon Nellum                                                                       | 400 m                 | 45.29      | 2 Q        | —           | —           | 45.02    | 3        |          |         |
| John Nunn                                                                            | chód 50 km            | —          | —          | —           | —           | —        | —        | 4:03:28  | 43      |
| Jeffrey Porter                                                                       | 110 m przez płotki    | 13.53      | 3 Q        | —           | —           | 13.41    | 5        |          |         |
| Jason Richardson                                                                     | 110 m przez płotki    | 13.33      | 1 Q        | —           | —           | 13.13    | 1 Q      | 13.04    | srebro  |
| Dathan Ritzenhein                                                                    | 10 000 m              | —          | —          | —           | —           | —        | —        | 27:45.89 | 13      |
| Khadevis Robinson                                                                    | 800 m                 | 1:47.17    | 5          | —           | —           |          |          |          |         |
| Galen Rupp                                                                           | 5000 m                | 13:17.56   | 6 q        | —           | —           | —        | —        | 13:45.04 | 7       |
| Galen Rupp                                                                           | 10 000 m              | —          | —          | —           | —           | —        | —        | 27:30.90 | srebro  |
| Duane Solomon                                                                        | 800 m                 | 1:46.05    | 1 Q        | —           | —           | 1:44.93  | 3 q      | 1:42.82  | 4       |
| Wallace Spearmon                                                                     | 200 m                 | 20.47      | 2 Q        | —           | —           | 20.02    | 2 Q      | 19.90    | 4       |
| Nick Symmonds                                                                        | 800 m                 | 1:45.91    | 1 Q        | —           | —           | 1:44.87  | 3 q      | 1:42.95  | 5       |
| Angelo Taylor                                                                        | 400 m przez płotki    | 49.29      | 1 Q        | —           | —           | 47.95    | 2 Q      | 48.25    | 5       |
| Matt Tegenkamp                                                                       | 10 000 m              | —          | —          | —           | —           | —        | —        | 28:18.26 | 19      |
| Michael Tinsley                                                                      | 400 m przez płotki    | 49.13      | 1 Q        | —           | —           | 48.18    | 1 Q      | 47.91    | srebro  |
| Andrew Wheating                                                                      | 1500 m                | 3:40.92    | 7 q        | —           | —           | 3:44.88  | 9        |          |         |
| Isiah Young                                                                          | 200 m                 | 20.55      | 3 Q        | —           | —           | 20.89    | 8        |          |         |
| Ryan Bailey Justin Gatlin Tyson Gay Trell Kimmons Darvis Patton Mike Rodgers         | sztafeta 4 x 100 m    | 37.38 NR   | 1 Q        | —           | —           | —        | —        | 37.04 NR | srebro  |
| Josh Mance Tony McQuay LaShawn Merritt Manteo Mitchell Bryshon Nellum Jeremy Wariner | sztafeta 4 x 400 m    | 2:58.87    | 2 Q        | —           | —           | —        | —        | 2:57.05  | srebro  |

| Zawodnik            | Konkurencja    | Kwalifikacje | Kwalifikacje | Finał | Finał   |
| Zawodnik            | Konkurencja    | Wynik        | Miejsce      | Wynik | Miejsce |
| ------------------- | -------------- | ------------ | ------------ | ----- | ------- |
| Lance Brooks        | rzut dyskiem   | 61.17        | 21           |       |         |
| Christian Cantwell  | pchnięcie kulą | 20.41        | 9 Q          | 21.19 | 4       |
| William Claye       | skok w dal     | 7.99         | 8 Q          | 8.12  | brąz    |
| William Claye       | trójskok       | 16.87        | 7 q          | 17.63 | srebro  |
| Sean Furey          | rzut oszczepem | 72.81        | 37           |       |         |
| Marquise Goodwin    | skok w dal     | 8.11         | 2 Q          | 7.80  | 10      |
| Reese Hoffa         | pchnięcie kulą | 21.36        | 1 Q          | 21.23 | brąz    |
| Cyrus Hostetler     | rzut oszczepem | 75.76        | 32           |       |         |
| Kibwe Johnson       | rzut młotem    | 77.17        | 5 q          | 74.95 | 9       |
| Craig Kinsley       | rzut oszczepem | 78.18        | 23           |       |         |
| George Kitchens Jr. | skok w dal     | 6.84         | 39           |       |         |
| A.G. Kruger         | rzut młotem    | 72.13        | 25           |       |         |
| Erik Kynard         | skok wzwyż     | 2.29         | 3 q          | 2.33  | srebro  |
| Derek Miles         | skok o tyczce  |              |              |       |         |
| Jamie Nieto         | skok wzwyż     | 2.26         | 7 q          | 2.29  | 6       |
| Jarred Rome         | rzut dyskiem   | 59.57        | 31           |       |         |
| Jeremy Scott        | skok o tyczce  | 5.50         | 15           |       |         |
| Christian Taylor    | trójskok       | 17.21        | 1 Q          | 17.81 | złoto   |
| Brad Walker         | skok o tyczce  | 5.60         | 4 q          |       |         |
| Ryan Whiting        | pchnięcie kulą | 20.78        | 4 Q          | 20.64 | 9       |
| Jesse Williams      | skok wzwyż     | 2.29         | 3 q          | 2.25  | 9       |
| Jason Young         | rzut dyskiem   | 62.18        | 18           |       |         |

| Zawodnik     | Konkurencje   | Konkurencje                | Wyniki  | Punkty | Miejsce |
| ------------ | ------------- | -------------------------- | ------- | ------ | ------- |
| Ashton Eaton | dziesięciobój | bieg 100 m                 | 10.35   | 1011   |         |
| Ashton Eaton | dziesięciobój | skok w dal                 | 8.03    | 1068   |         |
| Ashton Eaton | dziesięciobój | pchnięcie kulą             | 14.66   | 769    |         |
| Ashton Eaton | dziesięciobój | skok wzwyż                 | 2.05    | 850    |         |
| Ashton Eaton | dziesięciobój | bieg 400 m                 | 46.90   | 963    |         |
| Ashton Eaton | dziesięciobój | bieg na 110 m przez płotki | 13.56   | 1032   |         |
| Ashton Eaton | dziesięciobój | rzut dyskiem               | 42.53   | 716    |         |
| Ashton Eaton | dziesięciobój | skok o tyczce              | 5.20    | 972    |         |
| Ashton Eaton | dziesięciobój | rzut oszczepem             | 61.96   | 767    |         |
| Ashton Eaton | dziesięciobój | bieg na 1500 m             | 4:33:59 | 721    |         |
| Ashton Eaton | dziesięciobój | Finał                      |         | 8869   | złoto   |
| Trey Hardee  | dziesięciobój | bieg 100 m                 | 10.42   | 994    |         |
| Trey Hardee  | dziesięciobój | skok w dal                 | 7.53    | 942    |         |
| Trey Hardee  | dziesięciobój | pchnięcie kulą             | 15.28   | 807    |         |
| Trey Hardee  | dziesięciobój | skok wzwyż                 | 1.99    | 794    |         |
| Trey Hardee  | dziesięciobój | bieg na 400 m              | 48.11   | 904    |         |
| Trey Hardee  | dziesięciobój | bieg na 110 m przez płotki | 13.54   | 1035   |         |
| Trey Hardee  | dziesięciobój | rzut dyskiem               | 48.26   | 834    |         |
| Trey Hardee  | dziesięciobój | skok o tyczce              | 4.80    | 849    |         |
| Trey Hardee  | dziesięciobój | rzut oszczepem             | 66.65   | 838    |         |
| Trey Hardee  | dziesięciobój | bieg na 1500 m             | 4:40:94 | 674    |         |
| Trey Hardee  | dziesięciobój | Finał                      |         | 8671   | srebro  |

Kobiety
| Zawodniczka                                                                                   | Konkurencja           | Eliminacje | Eliminacje | Ćwierćfinał | Ćwierćfinał | Półfinał | Półfinał | Finał    | Finał   |
| Zawodniczka                                                                                   | Konkurencja           | Wynik      | Miejsce    | Wynik       | Miejsce     | Wynik    | Miejsce  | Wynik    | Miejsce |
| --------------------------------------------------------------------------------------------- | --------------------- | ---------- | ---------- | ----------- | ----------- | -------- | -------- | -------- | ------- |
| Ti’erra Brown                                                                                 | 400 m przez płotki    | 54.72      | 2 Q        | —           | —           | 54.21    | 3 q      | 55.07    | 6       |
| Janet Cherobon-Bawcom                                                                         | 10 000 m              | —          | —          | —           | —           | —        | —        | 31:12.68 | 12      |
| Emma Coburn                                                                                   | 3000 m z przeszkodami | 9:27.51    | 3 Q        | —           | —           | —        | —        | 9:23.54  | 9       |
| Kim Conley                                                                                    | 5000 m                | 15:14.48   | 12         | —           | —           | —        | —        |          |         |
| Julie Culley                                                                                  | 5000 m                | 15:05.38   | 5 Q        | —           | —           | —        | —        | 15:28.22 | 14      |
| Desiree Davila                                                                                | maraton               | —          | —          | —           | —           | —        | —        | DNF      | DNF     |
| Lashinda Demus                                                                                | 400 m przez płotki    | 54.60      | 1 Q        | —           | —           | 54.08    | 1 Q      | 52.77    | srebro  |
| Allyson Felix                                                                                 | 100 m                 |            |            | 11.01       | 1 Q         | 10.94    | 2 Q      | 10.89    | 5       |
| Allyson Felix                                                                                 | 200 m                 | 22.71      | 1 Q        | —           | —           | 22.31    | 1 Q      | 21.88    | złoto   |
| Shalane Flanagan                                                                              | maraton               | —          | —          | —           | —           | —        | —        | 2:25:51  | 10      |
| Bridget Franek                                                                                | 3000 m z przeszkodami | 9:29.86    | 5 q        | —           | —           | —        | —        | 9:45.51  | 14      |
| Geena Gall                                                                                    | 800 m                 | 2:03.85    | 4 q        | —           | —           | 2:05.76  | 8        |          |         |
| Kara Goucher                                                                                  | maraton               | —          | —          | —           | —           | —        | —        | 2:26:07  | 11      |
| Dawn Harper                                                                                   | 100 m przez płotki    | 12.75      | 2 Q        | —           | —           | 12.46    | 1 Q      | 12.37    | srebro  |
| Amy Hastings                                                                                  | 10 000 m              | —          | —          | —           | —           | —        | —        | 31:10.69 | 11      |
| Molly Huddle                                                                                  | 5000 m                | 15:02.26   | 5 Q        | —           | —           | —        | —        | 15:20.29 | 11      |
| Carmelita Jeter                                                                               | 100 m                 |            |            | 10.83       | 1 Q         | 10.82    | 1 Q      | 10.78    | srebro  |
| Carmelita Jeter                                                                               | 200 m                 | 22.65      | 1 Q        | —           | —           | 22.39    | 2 Q      | 22.14    | brąz    |
| Lolo Jones                                                                                    | 100 m przez płotki    | 12.68      | 1 Q        | —           | —           | 12.71    | 3 q      | 12.58    | 4       |
| Shalaya Kipp                                                                                  | 3000 m z przeszkodami | 9:48.33    | 12         | —           | —           | —        | —        |          |         |
| Tianna Madison                                                                                | 100 m                 |            |            | 10.97       | 2 Q         | 10.92    | 2 Q      | 10.85    | 4       |
| Francena McCorory                                                                             | 400 m                 | 50.78      | 1 Q        | —           | —           | 50.19    | 2 Q      | 50.33    | 7       |
| Maria Michta                                                                                  | chód 20 km            | —          | —          | —           | —           | —        | —        | 1:32:27  | 29      |
| Georganne Moline                                                                              | 400 m przez płotki    | 54.31      | 1 Q        | —           | —           | 54.74    | 2 Q      | 53.92    | 5       |
| Alysia Montano                                                                                | 800 m                 | 2:00.47    | 1 Q        | —           | —           | 1:58.42  | 4 q      | 1:57.93  | 5       |
| Sanya Richards-Ross                                                                           | 200 m                 | 22.48      | 1 Q        | —           | —           | 22.30    | 1 Q      | 22.39    | 5       |
| Sanya Richards-Ross                                                                           | 400 m                 | 51.78      | 1 Q        | —           | —           | 50.07    | 1 Q      | 49.55    | złoto   |
| Shannon Rowbury                                                                               | 1500 m                | 4:06.03    | 7 q        | —           | —           | 4:05.47  | 5 Q      | 4:11.26  | 6       |
| Alice Schmidt                                                                                 | 800 m                 | 2:01.65    | 2 Q        | —           | —           | 2:01.63  | 4        |          |         |
| Jenny Simpson                                                                                 | 1500 m                | 4:13.81    | 6 Q        | —           | —           | 4:06.89  | 12       |          |         |
| Dee Dee Trotter                                                                               | 400 m                 | 50.87      | 1 Q        | —           | —           | 49.87    | 2 Q      | 49.72    | brąz    |
| Morgan Uceny                                                                                  | 1500 m                | 4:06.87    | 2 Q        | —           | —           | 4:05.34  | 3 Q      | DNF      | DNF     |
| Lisa Uhl                                                                                      | 10 000 m              | —          | —          | —           | —           | —        | —        | 31:12.80 | 13      |
| Kellie Wells                                                                                  | 100 m przez płotki    | 12.69      | 1 Q        | —           | —           | 12.51    | 1 Q      | 12.48    | brąz    |
| Allyson Felix Carmelita Jeter Bianca Knight Tianna Madison Jeneba Tarmoh Lauryn Williams      | sztafeta 4 x 100 m    | 41.64      | 1 Q        | —           | —           | —        | —        | 40.82 WR | złoto   |
| Keshia Baker Diamond Dixon Allyson Felix Francena McCorory Sanya Richards-Ross DeeDee Trotter | sztafeta 4 x 400 m    | 3:22.09    | 1 Q        | —           | —           | —        | —        | 3:16.88  | złoto   |

| Zawodniczka               | Konkurencja    | Kwalifikacje | Kwalifikacje | Finał | Finał   |
| Zawodniczka               | Konkurencja    | Wynik        | Miejsce      | Wynik | Miejsce |
| ------------------------- | -------------- | ------------ | ------------ | ----- | ------- |
| Amy Acuff                 | skok wzwyż     | 1.85         | 10           |       |         |
| Brigetta Barrett          | skok wzwyż     | 1.93         | 6 q          | 2.03  | srebro  |
| Amanda Bingson            | rzut młotem    | 67.29        | 28           |       |         |
| Brittany Borman           | rzut oszczepem | 59.27        | 15           |       |         |
| Tia Brooks                | pchnięcie kulą | 17.72        | 20           |       |         |
| Jillian Camarena-Williams | pchnięcie kulą | 18.22        | 16           |       |         |
| Amber Campbell            | rzut młotem    | 69.93        | 13           |       |         |
| Michelle Carter           | pchnięcie kulą | 18.63        | 8 q          | 19.42 | 5       |
| Jessica Cosby             | rzut młotem    | 69.65        | 14           |       |         |
| Janay DeLoach             | skok w dal     | 6.81         | 2 Q          | 6.89  | brąz    |
| Chelsea Hayes             | skok w dal     | 6.37         | 16           |       |         |
| Becky Holliday            | skok o tyczce  | 4.55         | 10 q         | 4.45  | 9       |
| Lacy Janson               | skok o tyczce  | 4.40         | 15           |       |         |
| Gia Lewis-Smallwood       | rzut dyskiem   | 61.44        | 15           |       |         |
| Chaunte Lowe              | skok wzwyż     | 1.93         | 2 q          | 1.97  | 6       |
| Kara Patterson            | rzut oszczepem | 56.23        | 31           |       |         |
| Brittney Reese            | skok w dal     | 6.57         | 9 q          | 7.12  | złoto   |
| Amanda Smock              | trójskok       | 13.61        | 27           |       |         |
| Jennifer Suhr             | skok o tyczce  | 4.55         | 1 q          | 4.75  | złoto   |
| Aretha Thurmond           | rzut dyskiem   | 59.39        | 25           |       |         |
| Stephanie Brown Trafton   | rzut dyskiem   | 64.89        | 5 Q          | 63.01 | 8       |
| Rachel Yurkovich          | rzut oszczepem | 57.92        | 24           |       |         |

| Zawodniczka      | Konkurencja | Konkurencja                | Wyniki  | Punkty | Miejsce |
| ---------------- | ----------- | -------------------------- | ------- | ------ | ------- |
| Sharon Day       | siedmiobój  | bieg na 100 m przez płotki | 13.57   | 1040   |         |
| Sharon Day       | siedmiobój  | skok wzwyż                 | 1.77    | 941    |         |
| Sharon Day       | siedmiobój  | pchnięcie kulą             | 14.28   | 813    |         |
| Sharon Day       | siedmiobój  | bieg 200 m                 | 24.36   | 946    |         |
| Sharon Day       | siedmiobój  | skok w dal                 | 5.85    | 804    |         |
| Sharon Day       | siedmiobój  | rzut oszczepem             | 43.90   | 742    |         |
| Sharon Day       | siedmiobój  | bieg na 800 m              | 2:11.31 | 946    |         |
| Sharon Day       | siedmiobój  | Finał                      |         | 5286   | 16      |
| Hyleas Fountain  | siedmiobój  | bieg na 100 m przez płotki | 12.70   | 1170   |         |
| Hyleas Fountain  | siedmiobój  | skok wzwyż                 | 1.86    | 1054   |         |
| Hyleas Fountain  | siedmiobój  | pchnięcie kulą             | 11.99   | 660    |         |
| Hyleas Fountain  | siedmiobój  | bieg na 200 m              | 23.64   | 1016   |         |
| Hyleas Fountain  | siedmiobój  | skok w dal                 | 6.05    | 865    |         |
| Hyleas Fountain  | siedmiobój  | rzut oszczepem             | 21.60   | 319    |         |
| Hyleas Fountain  | siedmiobój  | bieg na 800 m              | DNS     | 0      |         |
| Hyleas Fountain  | siedmiobój  | Finał                      |         | DNF    | DNF     |
| Chantae McMillan | siedmiobój  | bieg na 100m przez płotki  | 13.49   | 1052   |         |
| Chantae McMillan | siedmiobój  | skok wzwyż                 | 1.68    | 830    |         |
| Chantae McMillan | siedmiobój  | pchnięcie kulą             | 14.92   | 856    |         |
| Chantae McMillan | siedmiobój  | bieg na 200 m              | 25.25   | 864    |         |
| Chantae McMillan | siedmiobój  | skok w dal                 | 5.37    | 663    |         |
| Chantae McMillan | siedmiobój  | rzut oszczepem             | 49.78   | 856    |         |
| Chantae McMillan | siedmiobój  | bieg na 800 m              | 2:40.55 | 567    |         |
| Chantae McMillan | siedmiobój  | Finał                      |         | 5688   | 29      |

### Łucznictwo
Mężczyźni
| Zawodnik                                | Konkurencja   | Runda rankingowa | Runda rankingowa | 1/32             | 1/16             | 1/8              | Ćwierćfinał       | Półfinał                   | Finał            | Finał   |
| Zawodnik                                | Konkurencja   | Punkty           | Rozstawienie     | Przeciwnik Wynik | Przeciwnik Wynik | Przeciwnik Wynik | Przeciwnik Wynik  | Przeciwnik Wynik           | Przeciwnik Wynik | Pozycja |
| --------------------------------------- | ------------- | ---------------- | ---------------- | ---------------- | ---------------- | ---------------- | ----------------- | -------------------------- | ---------------- | ------- |
| Brady Ellison                           | indywidualnie | 676              | 10.              | Javier W 7-1     | Worth P 1-7      | NQ               | NQ                | NQ                         | NQ               | NQ      |
| Jake Kaminski                           | indywidualnie | 670              | 18.              | Olaru P 5-6      | NQ               | NQ               | NQ                | NQ                         | NQ               | NQ      |
| Jacob Wukie                             | indywidualnie | 673              | 12.              | Talukdar W 6-0   | Nesteng P 2-6    | NQ               | NQ                | NQ                         | NQ               | NQ      |
| Brady Ellison Jake Kaminski Jacob Wukie | drużynowo     | 2019             | 4.               | —                | —                | BYE              | Japonia W 220-219 | Korea Południowa W 224-219 | Włochy P 218-219 | srebro  |

Kobiety
| Zawodniczka                                 | Konkurencja   | Runda rankingowa | Runda rankingowa | 1/32                | 1/16                | 1/8                 | Ćwierćfinał         | Półfinał            | Finał               | Finał   |
| Zawodniczka                                 | Konkurencja   | Punkty           | Rozstawienie     | Przeciwniczka Wynik | Przeciwniczka Wynik | Przeciwniczka Wynik | Przeciwniczka Wynik | Przeciwniczka Wynik | Przeciwniczka Wynik | Pozycja |
| ------------------------------------------- | ------------- | ---------------- | ---------------- | ------------------- | ------------------- | ------------------- | ------------------- | ------------------- | ------------------- | ------- |
| Miranda Leek                                | indywidualnie | 656              | 14.              | Palekha W 6-2       | Lionetti P 4-6      | —                   | —                   | —                   | —                   | —       |
| Chatuna Lorig                               | indywidualnie | 669              | 4.               | Zam W 6-0           | Laursen W 6-4       | Cheng M W 7-3       | Schuh W 6-2         | Ki BB P 2-6         | Avitia P 2-6        | 4.      |
| Jennifer Nichols                            | indywidualnie | 654              | 15.              | Swuro W 6-5         | Urantungalag P 5-6  | NQ                  | NQ                  | NQ                  | NQ                  | NQ      |
| Miranda Leek Chatuna Lorig Jennifer Nichols | drużynowo     | 1979             | 2.               | —                   | —                   | BYE                 | Chiny P 213-218     | NQ                  | NQ                  | NQ      |

### Pięciobój nowoczesny
| Zawodniczka        | Konkurencja | Szermierka | Szermierka | Szermierka | Pływanie | Pływanie | Pływanie | Jazda konna | Jazda konna | Jazda konna | Kombinacja: strzelanie/bieg przełajowy | Kombinacja: strzelanie/bieg przełajowy | Kombinacja: strzelanie/bieg przełajowy | Suma punktów | Pozycja |
| Zawodniczka        | Konkurencja | Wynik      | M.         | Punkty     | Czas     | M.       | Punkty   | Kary        | M.          | Punkty      | Czas                                   | M.                                     | Punkty                                 | Suma punktów | Pozycja |
| ------------------ | ----------- | ---------- | ---------- | ---------- | -------- | -------- | -------- | ----------- | ----------- | ----------- | -------------------------------------- | -------------------------------------- | -------------------------------------- | ------------ | ------- |
| Dennis Bowsher     | Mężczyźni   | 12-23      | =34        | 688        | 2:05.15  | 18       | 1300     | 124         | 29          | 1076        | 11:25.09                               | 30                                     | 2260                                   | 5324         | 32      |
| Margaux Isaksen    | Kobiety     | 22-13      | =4         | 928        | 2:18.53  | 16       | 1140     | 80          | 23          | 1120        | 11:54.51                               | 4                                      | 2144                                   | 5332         | 4       |
| Suzanne Stettinius | Kobiety     | 11-24      | =32        | 664        | 2:22.29  | 27       | 1096     | 80          | 20          | 1120        | 12:42.84                               | 25                                     | 1952                                   | 4832         | 28      |

### Piłka nożna
Reprezentacja Stanów Zjednoczonych w piłce nożnej kobiet brała udział w rozgrywkach grupy G turnieju olimpijskiego, wygrywając wszystkie 3 mecze i awansowała do dalszej fazy rozgrywek. W ćwierćfinale pokonała Nową Zelandię, w półfinale Kanadę, a w finale Japonię, zdobywając złote medale olimpijskie.
Grupa G
| Drużyna           | M | W | R | P | G+ | G- | G= | Pkt |
| ----------------- | - | - | - | - | -- | -- | -- | --- |
| Stany Zjednoczone | 3 | 3 | 0 | 0 | 8  | 2  | +6 | 9   |
| Francja           | 3 | 2 | 0 | 1 | 8  | 4  | +4 | 6   |
| Korea Północna    | 3 | 1 | 0 | 2 | 2  | 6  | -4 | 3   |
| Kolumbia          | 3 | 0 | 3 | 1 | 0  | 6  | -6 | 0   |

| 25 lipca 2012 18:00 CET | Stany Zjednoczone · Abby Wambach 18' · Alex Morgan 31', 65' · Carli Lloyd 55' | 4:2(2:2)Raport | Francja · 11' Gaëtane Thiney · 13' Marie-Laure Delie | Hampden Park, Glasgow Sędzia: Sachiko Yamagishi |
|                         |                                                                               |                |                                                      |                                                 |

| 28 lipca 2012 17:00 | Stany Zjednoczone · Megan Rapinoe 33' · Abby Wambach 74' · Carli Lloyd 77' | 3:0(1:0)Raport | Kolumbia | Hampden Park, Glasgow Widzów: 11 313 Sędzia: Efthalia Mitsi |
|                     |                                                                            |                |          |                                                             |

| 31 lipca 2012 17:15 | Stany Zjednoczone · Abby Wambach 25' | 1:0(1:0)Raport | Korea Północna | Old Trafford, Manchester Widzów: 29 522 Sędzia: Jenny Palmqvist |
|                     |                                      |                |                |                                                                 |

Ćwierćfinał
| 3 sierpnia 2012 14:30 | Stany Zjednoczone · Abby Wambach 27' · Sydney Leroux 87' | 2:0(1:0)Raport | Nowa Zelandia | St James’ Park, Newcastle Widzów: 10 441 Sędzia: Salomé di Iorio |
|                       |                                                          |                |               |                                                                  |

Półfinał
| 6 sierpnia 2012 19:45 | Kanada · Christine Sinclair 22', 67', 73' | 3:4 (dogrywka)(1:0)Raport | Stany Zjednoczone · 54', 70' Megan Rapinoe · 80' (k) Abby Wambach · 120+3' Alex Morgan | Old Trafford, Manchester Widzów: 26 630 Sędzia: Christina W. Pedersen |
|                       |                                           |                           |                                                                                        |                                                                       |

Finał
| 9 sierpnia 2012 19:45 | Stany Zjednoczone · Carli Lloyd 8', 54' | 2:1(1:0)Raport | Japonia · 63' Yūki Ōgimi | Stadion Wembley, Londyn Widzów: 80 203 Sędzia: Bibiana Steinhaus |
|                       |                                         |                |                          |                                                                  |

Skład
| Nr | Imię i nazwisko      | Data urodzenia (wiek) | Klub             | Pozycja |
| -- | -------------------- | --------------------- | ---------------- | ------- |
| 1  | Hope Solo            | 30.07.1981 (30)       | Seattle Sounders | B       |
| 2  | Heather Mitts        | 9.09.1978 (33)        | Bez klubu        | O       |
| 3  | Christie Rampone (c) | 24.06.1975 (37)       | Bez klubu        | O       |
| 4  | Becky Sauerbrunn     | 6.06.1985 (27)        | DC United        | O       |
| 5  | Kelley O’Hara        | 4.08.1988 (23)        | Bez klubu        | O       |
| 6  | Amy LePeilbet        | 12.03.1982 (30)       | Bez klubu        | O       |
| 7  | Shannon Boxx         | 29.06.1977 (35)       | Bez klubu        | P       |
| 8  | Amy Rodriguez        | 17.02.1987 (25)       | Bez klubu        | N       |
| 9  | Heather O’Reilly     | 2.01.1985 (27)        | Boston Breakers  | P       |
| 10 | Carli Lloyd          | 16.07.1982 (30)       | Bez klubu        | P       |
| 11 | Sydney Leroux        | 7.05.1990 (22)        | Seattle Sounders | N       |
| 12 | Lauren Cheney        | 30.09.1987 (24)       | Bez klubu        | N       |
| 13 | Alex Morgan          | 2.07.1989 (23)        | Seattle Sounders | N       |
| 14 | Abby Wambach         | 2.06.1980 (32)        | Bez klubu        | N       |
| 15 | Megan Rapinoe        | 5.07.1985 (27)        | Seattle Sounders | P       |
| 16 | Rachel Buehler       | 26.08.1985 (26)       | Bez klubu        | O       |
| 17 | Tobin Heath          | 29.05.1988 (24)       | New York Fury    | M       |
| 18 | Nicole Barnhart      | 10.10.1981 (30)       | Bez klubu        | B       |

Trener:  Pia Sundhage

### Piłka wodna

#### Turniej mężczyzn
Reprezentacja Stanów Zjednoczonych w piłce wodnej mężczyzn brała udział w rozgrywkach grupy B turnieju olimpijskiego, odnosząc 3 zwycięstwa i przegrywając dwa spotkania. W ćwierćfinale uległa Chorwacji, w półfinale o miejsca 5-8 Hiszpanii, w meczu o 7. miejsce Australii, zajmując ostatecznie 8. miejsce w turnieju.
Grupa B
| Drużyna           | M | W | R | P | G+ | G- | G=  | Pkt |
| ----------------- | - | - | - | - | -- | -- | --- | --- |
| Serbia            | 5 | 4 | 1 | 0 | 69 | 38 | +31 | 9   |
| Czarnogóra        | 5 | 3 | 1 | 1 | 54 | 41 | +13 | 7   |
| Węgry             | 5 | 3 | 0 | 2 | 65 | 52 | +13 | 6   |
| Stany Zjednoczone | 5 | 3 | 0 | 2 | 43 | 44 | -1  | 6   |
| Rumunia           | 5 | 1 | 0 | 4 | 48 | 55 | -7  | 2   |
| Wielka Brytania   | 5 | 0 | 0 | 5 | 28 | 77 | -49 | 0   |

| 29 lipca 2012 19:40 | Czarnogóra · Ivović 3 | 7:8(1:1) (1:3) (2:2) (3:2)Raport | Stany Zjednoczone · 3 Varellas | Water Polo Arena, Londyn Sędzia: Georgios Stavridis Daniel Flahive |
|                     |                       |                                  |                                |                                                                    |

| 31 lipca 2012 19:40 | Stany Zjednoczone · Bailey, Varellas 3 | 10:8(3:3) (1:2) (3:0) (3:3)Raport | Rumunia · 4 Radu | Water Polo Arena, Londyn Sędzia: Dragan Stampalija Massimiliano Caputi |
|                     |                                        |                                   |                  |                                                                        |

| 2 sierpnia 2012 18:20 | Wielka Brytania · Parker 3 | 7:13(0:5) (3:3) (3:2) (1:3)Raport | Stany Zjednoczone · 4 Azevedo | Water Polo Arena, Londyn Sędzia: Cory Williams Ni Shiwei |
|                       |                            |                                   |                               |                                                          |

| 4 sierpnia 2012 19:40 | Serbia · Udovičić 3 | 11:6(4:1) (1:2) (3:1) (3:2)Raport | Stany Zjednoczone · 2 Bailey | Water Polo Arena, Londyn Sędzia: Sergi Sanchez Massimiliano Caputi |
|                       |                     |                                   |                              |                                                                    |

| 6 sierpnia 2012 15:30 | Węgry · Hosnyánszky 3 | 11:6(1:0) (5:2) (4:1) (1:3)Raport | Stany Zjednoczone · 1 sześć zawodników | Water Polo Arena, Londyn Sędzia: Daniel Flahive Georgios Stavridis |
|                       |                       |                                   |                                        |                                                                    |

Ćwierćfinał
| 8 sierpnia 2012 20:00 | Chorwacja · Bošković, Obradović 2 | 8:2(2:0) (3:0) (2:2) (1:0)Raport | Stany Zjednoczone · 1 Bailey, Varellas | Water Polo Arena, Londyn Sędzia: Massimiliano Caputi György Juhász |
|                       |                                   |                                  |                                        |                                                                    |

Mecz o miejsca 5-8
| 10 sierpnia 2012 14:20 | Stany Zjednoczone · Powers, Beaubien 2 | 7:8(1:3) (1:2) (2:1) (3:2)Raport | Hiszpania · 3 Perrone | Water Polo Arena, Londyn Sędzia: Marijo Brguljan György Juhász |
|                        |                                        |                                  |                       |                                                                |

Mecz o 7 miejsce
| 12 sierpnia 2012 14:20 | Stany Zjednoczone · czterech zawodników 2 | 9:10(1:3) (2:2) (1:3) (5:2)Raport | Australia · 3 Miller, Campbell | Water Polo Arena, Londyn Sędzia: Dragan Stampalija Ulrich Spiegel |
|                        |                                           |                                   |                                |                                                                   |

Skład
- Trener: Terry Schroeder

| Nr | Imię i nazwisko | Poz. | Wzrost (cm) | Waga (kg) | Data urodzenia           | Klub                      |
| -- | --------------- | ---- | ----------- | --------- | ------------------------ | ------------------------- |
| 1  | Merrill Moses   | GK   | 191         | 88        | 13 sierpnia 1977(dts)    | New York Athletic Club    |
| 2  | Peter Varellas  | D    | 191         | 88        | 2 października 1984(dts) | The Olympic Club          |
| 3  | Peter Hudnut    | CB   | 196         | 102       | 16 lutego 1980(dts)      | Los Angeles WP Club       |
| 4  | Jeff Powers     | CF   | 201         | 108       | 21 stycznia 1980(dts)    | Newport WP Foundation     |
| 5  | Adam Wright     | D    | 191         | 88        | 1 marca 1978(dts)        | New York Athletic Club    |
| 6  | Shea Buckner    | D    | 193         | 98        | 12 grudnia 1986(dts)     | New York Athletic Club    |
| 7  | Layne Beaubien  | D    | 196         | 100       | 4 lipca 1976(dts)        | New York Athletic Club    |
| 8  | Tony Azevedo    | D    | 185         | 91        | 21 listopada 1981(dts)   | New York Athletic Club    |
| 9  | Ryan Bailey     | CF   | 196         | 111       | 28 sierpnia 1975(dts)    | Newport WP Foundation     |
| 10 | Tim Hutten      | CB   | 196         | 100       | 11 czerwca 1985(dts)     | Newport WP Foundation     |
| 11 | Jesse Smith     | CB   | 193         | 104       | 27 kwietnia 1983(dts)    | New York Athletic Club    |
| 12 | John Mann       | CF   | 198         | 113       | 27 stycznia 1978(dts)    | New York Athletic Club    |
| 13 | Chay Lapin      | GK   | 196         | 93        | 25 lutego 1987(dts)      | Long Beach Shore Aquatics |

#### Turniej kobiet
Reprezentacja Stanów Zjednoczonych w piłce wodnej kobiet brała udział w rozgrywkach grupy A turnieju olimpijskiego, wygrywając dwa mecze i jeden remisując. W ćwierćfinale pokonała Włochy, w półfinale Australię a w finale Hiszpanię, zdobywając złote medale olimpijskie.
Grupa A
| Drużyna           | M | W | R | P | G+ | G- | G= | Pkt |
| ----------------- | - | - | - | - | -- | -- | -- | --- |
| Hiszpania         | 3 | 2 | 1 | 0 | 33 | 26 | +7 | 5   |
| Stany Zjednoczone | 3 | 2 | 1 | 0 | 30 | 28 | +2 | 5   |
| Węgry             | 3 | 1 | 0 | 2 | 35 | 37 | -2 | 2   |
| Chiny             | 3 | 0 | 0 | 3 | 22 | 29 | -7 | 0   |

| 30 lipca 2012 19:40 | Węgry · Bujka 4 | 13:14(3:4) (4:4) (2:3) (4:3)Raport | Stany Zjednoczone · 7 Steffens | Water Polo Arena, Londyn Sędzia: Brian Littlejohn Denis Danelon (BRA) |
|                     |                 |                                    |                                |                                                                       |

| 1 sierpnia 2012 18:20 | Hiszpania · Pareja 4 | 9:9(3:1) (2:2) (1:4) (3:2)Raport | Stany Zjednoczone · 4 Craig | Water Polo Arena, Londyn Sędzia: Marie Deslieres Anton Bervoets |
|                       |                      |                                  |                             |                                                                 |

| 3 sierpnia 2012 19:40 | Chiny · Sun Yating, Ma Huanhuan 2 | 6:7(1:0) (2:2) (0:3) (3:2)Raport | Stany Zjednoczone · 3 Steffens | Water Polo Arena, Londyn Sędzia: Daniel Flahive Marijo Brguljan |
|                       |                                   |                                  |                                |                                                                 |

Ćwierćfinał
| 5 sierpnia 2012 19:00 | Stany Zjednoczone · Seidemann 3 | 9:6(3:3) (3:0) (0:1) (3:2)Raport | Włochy · 3 Di Mario | Water Polo Arena, Londyn Sędzia: Adrian Alexandrescu Mihajlo Ćirić |
|                       |                                 |                                  |                     |                                                                    |

Półfinał
| 7 sierpnia 2012 15:30 | Stany Zjednoczone · Steffens 4 | 11:9 (d.)(3:3) (3:2) (1:1) (2:3) (d. 2:0)Raport | Australia · 4 Southern | Water Polo Arena, Londyn Sędzia: Ulrich Spiegel Marie Deslieres |
|                       |                                |                                                 |                        |                                                                 |

Finał
| 9 sierpnia 2012 20:25 | Stany Zjednoczone · Steffens 5 | 8:5(1:1) (4:1) (2:0) (1:3)Raport | Hiszpania · 3 Pareja | Water Polo Arena, Londyn Sędzia: Marie Deslieres Georgios Stavridis |
|                       |                                |                                  |                      |                                                                     |

Skład
- Trener: Adam Krikorian

| Nr | Imię i nazwisko     | Poz. | Wzrost (cm) | Waga (kg) | Data urodzenia            | Klub                        |
| -- | ------------------- | ---- | ----------- | --------- | ------------------------- | --------------------------- |
| 1  | Elizabeth Armstrong | GK   | 188         | 77        | 31 stycznia 1983(dts)     | Great Lakes WP Club         |
| 2  | Heather Petri       | D    | 180         | 73        | 13 czerwca 1978(dts)      | New York Athletic Club      |
| 3  | Melissa Seidemann   | CB   | 183         | 104       | 26 czerwca 1990(dts)      | Stanford University         |
| 4  | Brenda Villa        | D    | 163         | 79        | 18 kwietnia 1980(dts)     | Orizzonte Catania           |
| 5  | Lauren Wenger       | D    | 191         | 77        | 11 marca 1984(dts)        | New York Athletic Club      |
| 6  | Maggie Steffens     | CB   | 175         | 70        | 4 czerwca 1993(dts)       | Diablo Water Polo           |
| 7  | Courtney Mathewson  | D    | 170         | 71        | 14 września 1986(dts)     | New York Athletic Club      |
| 8  | Jessica Steffens    | CB   | 183         | 75        | 7 kwietnia 1987(dts)      | New York Athletic Club      |
| 9  | Elsie Windes        | CB   | 178         | 70        | 17 czerwca 1985(dts)      | Tualatin Hills WPC          |
| 10 | Kelly Rulon         | D    | 178         | 61        | 16 sierpnia 1984(dts)     | ASD Roma                    |
| 11 | Annika Dries        | CF   | 185         | 88        | 10 kwietnia 1992(dts)     | Stanford University         |
| 12 | Kami Craig          | CF   | 180         | 88        | 21 lipca 1987(dts)        | Santa Barbara WP Foundation |
| 13 | Tumua Anae          | GK   | 180         | 70        | 16 października 1988(dts) | SoCal                       |

### Pływanie
Mężczyźni
| Zawodnik                                                                                       | Konkurencja       | Eliminacje | Eliminacje | Półfinał | Półfinał | Finał      | Finał   |
| Zawodnik                                                                                       | Konkurencja       | Czas       | Miejsce    | Czas     | Miejsce  | Czas       | Miejsce |
| ---------------------------------------------------------------------------------------------- | ----------------- | ---------- | ---------- | -------- | -------- | ---------- | ------- |
| Nathan Adrian                                                                                  | 100m dowolnym     | 48.19      | 1 Q        | 47.97    | 1 Q      | 47.52      | złoto   |
| Ricky Berens                                                                                   | 200m dowolnym     | 1:47.07    | 8 Q        | 1:46.87  | 9        |            |         |
| Clark Burckle                                                                                  | 200m klasycznym   | 2:09.55    | 6 Q        | 2:09.13  | 6 Q      | 2:09.25    | 6       |
| Tyler Clary                                                                                    | 200m grzbietowym  | 1:56.24    | 1 Q        | 1:54.71  | 1 Q      | 1:53.41 OR | złoto   |
| Tyler Clary                                                                                    | 200m motylkowym   | 1:54.96    | 2 Q        | 1:54.93  | 5 Q      | 1:55.06    | 5       |
| Conor Dwyer                                                                                    | 400m dowolnym     | 3:46.24    | 3 Q        | —        | —        | 3:46.39    | 5       |
| Anthony Ervin                                                                                  | 50m dowolnym      | 21.83      | 4 Q        | 21.62    | 3 Q      | 21.78      | 5       |
| Andrew Gemmell                                                                                 | 1500m dowolnym    | 14:59.05   | 9          | —        | —        |            |         |
| Matt Grevers                                                                                   | 100m grzbietowym  | 52.92      | 1 Q        | 52.66    | 1 Q      | 52.16 OR   | złoto   |
| Brendan Hansen                                                                                 | 100m klasycznym   | 59.93      | 10 Q       | 59.78    | 8 Q      | 59.49      | brąz    |
| Connor Jaeger                                                                                  | 1500m dowolnym    | 14:57.56   | 7 Q        | —        | —        | 14:52.99   | 6       |
| Cullen Jones                                                                                   | 50m dowolnym      | 21.95      | 6 Q        | 21.54    | =1 Q     | 21.54      | srebro  |
| Cullen Jones                                                                                   | 100m dowolnym     | 48.61      | 9 Q        | 49.60    | 16       |            |         |
| Ryan Lochte                                                                                    | 200m dowolnym     | 1:46.45    | 2 Q        | 1:46.31  | 5 Q      | 1:45.04    | 4       |
| Ryan Lochte                                                                                    | 200m grzbietowym  | 1:56.36    | 2 Q        | 1:55.40  | 2 Q      | 1:53.94    | brąz    |
| Ryan Lochte                                                                                    | 200m zmiennym     | 1:58.03    | 2 Q        | 1:56.13  | 1 Q      | 1:54.90    | srebro  |
| Ryan Lochte                                                                                    | 400m zmiennym     | 4:12.35    | 3 Q        | —        | —        | 4:05.18    | złoto   |
| Tyler McGill                                                                                   | 100m motylkowym   | 51.95      | 7 Q        | 51.61    | 3 Q      | 51.88      | 7       |
| Alex Meyer                                                                                     | 10 km             | —          | —          | —        | —        | 1:50:48.2  | 10      |
| Michael Phelps                                                                                 | 100m motylkowym   | 51.72      | 2 Q        | 50.86    | 1 Q      | 51.21      | złoto   |
| Michael Phelps                                                                                 | 200m motylkowym   | 1:55.53    | 5 Q        | 1:54.53  | 4 Q      | 1:53.01    | srebro  |
| Michael Phelps                                                                                 | 200m zmiennym     | 1:58.24    | 4 Q        | 1:57.11  | 3 Q      | 1:54.27    | złoto   |
| Michael Phelps                                                                                 | 400m zmiennym     | 4:13.33    | 8 Q        | —        | —        | 4:09.28    | 4       |
| Eric Shanteau                                                                                  | 100m klasycznym   | 59.96      | 11 Q       | 59.96    | 11       |            |         |
| Nick Thoman                                                                                    | 100m grzbietowym  | 53.48      | 3 Q        | 53.47    | 5 Q      | 52.92      | srebro  |
| Peter Vanderkaay                                                                               | 400m dowolnym     | 3:45.80    | 2 Q        | —        | —        | 3:44.69    | brąz    |
| Scott Weltz                                                                                    | 200m klasycznym   | 2:09.67    | 7 Q        | 2:08.99  | 4 Q      | 2:09.02    | 5       |
| Nathan Adrian Ricky Berens Jimmy Feigen Matt Grevers Cullen Jones Jason Lezak                  | 4 × 100m dowolnym | 3:12.59    | 2 Q        | —        | —        | 3:10.38    | srebro  |
| Ricky Berens Conor Dwyer Charlie Houchin Ryan Lochte Matt McLean Michael Phelps Davis Tarwater | 4 × 200m dowolnym | 7:06.75    | 1 Q        | —        | —        | 6:59.70    | złoto   |
| Nathan Adrian Matt Grevers Brendan Hansen Michael Phelps Eric Shanteau Nick Thoman             | 4 × 100m zmiennym | 3:32.65    | 1 Q        | —        | —        | 3:29.35    | złoto   |

Kobiety
| Zawodniczka                                                                                | Konkurencja       | Eliminacje | Eliminacje | Półfinał   | Półfinał | Finał      | Finał   |
| Zawodniczka                                                                                | Konkurencja       | Czas       | Miejsce    | Czas       | Miejsce  | Czas       | Miejsce |
| ------------------------------------------------------------------------------------------ | ----------------- | ---------- | ---------- | ---------- | -------- | ---------- | ------- |
| Cammille Adams                                                                             | 200m motylkowym   | 2:08.18    | 8 Q        | 2:07.33    | 3 Q      | 2:06.78    | 5       |
| Haley Anderson                                                                             | 10 km             | —          | —          | —          | —        | 1:57:38.6  | srebro  |
| Elizabeth Beisel                                                                           | 200m grzbietowym  | 2:07.82    | 2 Q        | 2:06.18    | 1 Q      | 2:06.55    | brąz    |
| Elizabeth Beisel                                                                           | 400m zmiennym     | 4:31.68    | 1 Q        | —          | —        | 4:31.27 AM | srebro  |
| Rachel Bootsma                                                                             | 100m grzbietowym  | 1:00.03    | 11 Q       | 1:00.04    | 11       |            |         |
| Claire Donahue                                                                             | 100m motylkowym   | 58.06      | 7 Q        | 57.42      | 5 Q      | 57.48      | 7       |
| Missy Franklin                                                                             | 100m dowolnym     | 54.26      | 10 Q       | 53.59      | 3 Q      | 53.64      | 5       |
| Missy Franklin                                                                             | 200m dowolnym     | 1:57.62    | 3 Q        | 1:57.57    | 4 Q      | 1:55.82    | 4       |
| Missy Franklin                                                                             | 100m grzbietowym  | 59.37      | 2 Q        | 59.12      | 2 Q      | 58.33      | złoto   |
| Missy Franklin                                                                             | 200m grzbietowym  | 2:07.54    | 1 Q        | 2:06.84    | 2 Q      | 2:04.06 WR | złoto   |
| Jessica Hardy                                                                              | 50m dowolnym      | 24.99      | 12 Q       | 24.68      | 7 Q      | 24.62      | 7       |
| Jessica Hardy                                                                              | 100m dowolnym     | 54.09      | 8 Q        | 53.86      | 8 Q      | 54.02      | 8       |
| Kathleen Hersey                                                                            | 200m motylkowym   | 2:06.41    | 1 Q        | 2:05.90    | 1 Q      | 2:05.78    | 4       |
| Kara Lynn Joyce                                                                            | 50m dowolnym      | 25.28      | =16        |            |          |            |         |
| Ariana Kukors                                                                              | 200m zmiennym     | 2:11.94    | 7 Q        | 2:10.08    | 4 Q      | 2:09.83    | 5       |
| Breeja Larson                                                                              | 100m klasycznym   | 1:06.58    | 4 Q        | 1:06.70    | 4 Q      | 1:06.96    | 6       |
| Micah Lawrence                                                                             | 200m klasycznym   | 2:24.50    | 4 Q        | 2:23.39    | 6 Q      | 2:23.27    | 6       |
| Katie Ledecky                                                                              | 800m dowolnym     | 8:23.84    | 3 Q        | —          | —        | 8:14.63 AM | złoto   |
| Caitlin Leverenz                                                                           | 200m zmiennym     | 2:10.63    | 3 Q        | 2:10.06    | 3 Q      | 2:08.95    | brąz    |
| Caitlin Leverenz                                                                           | 400m zmiennym     | 4:36.09    | 8 Q        | —          | —        | 4:35.49    | 6       |
| Allison Schmitt                                                                            | 200m dowolnym     | 1:57.33    | 2 Q        | 1:56.15    | 2 Q      | 1:53.61 OR | złoto   |
| Allison Schmitt                                                                            | 400m dowolnym     | 4:03.31    | 2 Q        | —          | —        | 4:01.77 AM | srebro  |
| Rebecca Soni                                                                               | 100m klasycznym   | 1:05.75    | 2 Q        | 1:05.98    | 2 Q      | 1:05.55    | srebro  |
| Rebecca Soni                                                                               | 200m klasycznym   | 2:21.40    | 1 Q        | 2:20.00 WR | 1 Q      | 2:19.59 WR | złoto   |
| Chloe Sutton                                                                               | 400m dowolnym     | 4:07.07    | 10         | —          | —        |            |         |
| Dana Vollmer                                                                               | 100m motylkowym   | 56.25 OR   | 1 Q        | 56.36      | 1 Q      | 55.98 WR   | złoto   |
| Kate Ziegler                                                                               | 800m dowolnym     | 8:37.38    | 21         | —          | —        |            |         |
| Natalie Coughlin Missy Franklin Jessica Hardy Lia Neal Allison Schmitt Amanda Weir         | 4 × 100m dowolnym | 3:36.53    | 2 Q        | —          | —        | 3:34.24    | brąz    |
| Alyssa Anderson Missy Franklin Lauren Perdue Allison Schmitt Shannon Vreeland Dana Vollmer | 4 × 200m dowolnym | 7:50.75    | 2 Q        | —          | —        | 7:42.92 OR | złoto   |
| Rachel Bootsma Claire Donahue Missy Franklin Jessica Hardy Breeja Larson Rebecca Soni      | 4 × 100m zmiennym | 3:58.88    | 4 Q        | —          | —        | 3:52.05 WR | złoto   |

### Pływanie synchroniczne
| Zawodniczki                 | Konkurencja | Układ techniczny | Układ techniczny | Układ dowolny (eliminacje) | Układ dowolny (eliminacje) | Układ dowolny (eliminacje) | Układ dowolny (finał) | Układ dowolny (finał)      | Układ dowolny (finał) |
| Zawodniczki                 | Konkurencja | Punkty           | Miejsce          | Punkty                     | Razem (techniczny + wolny) | Miejsce                    | Punkty                | Razem (techniczny + wolny) | Miejsce               |
| --------------------------- | ----------- | ---------------- | ---------------- | -------------------------- | -------------------------- | -------------------------- | --------------------- | -------------------------- | --------------------- |
| Mary Killman Maria Koroleva | Duet        | 87.900           | 10.              | 88.270                     | 176.170                    | 11.                        | 87.770                | 175.670                    | 11.                   |

### Podnoszenie ciężarów
Mężczyźni
| Zawodnik        | Konkurencja | Rwanie | Rwanie  | Podrzut | Podrzut | Razem | Pozycja |
| Zawodnik        | Konkurencja | Wynik  | Pozycja | Wynik   | Pozycja | Razem | Pozycja |
| --------------- | ----------- | ------ | ------- | ------- | ------- | ----- | ------- |
| Kendrick Farris | do 85 kg    | 155    | =12.    | 200     | =9.     | 355   | 10.     |

Kobiety
| Zawodniczka    | Konkurencja | Rwanie | Rwanie  | Podrzut | Podrzut | Razem | Pozycja |
| Zawodniczka    | Konkurencja | Wynik  | Pozycja | Wynik   | Pozycja | Razem | Pozycja |
| -------------- | ----------- | ------ | ------- | ------- | ------- | ----- | ------- |
| Holley Mangold | ponad 75 kg | 105    | 11.     | 135     | 10.     | 240   | 10.     |
| Sarah Robles   | ponad 75 kg | 120    | 7.      | 145     | 7.      | 265   | 7.      |

### Siatkówka

#### Siatkówka halowa
Turniej mężczyzn
Reprezentacja Stanów Zjednoczonych w piłce siatkowej mężczyzn brała udział w rozgrywkach grupy B turnieju olimpijskiego, zwyciężając 4 mecze i jeden przegrywając. W ćwierćfinale uległa ona reprezentacji Włoch, odpadając z dalszych gier.
Tabela grupy
| Lp. | Drużyna           | Pkt | Mecze | Mecze   | Mecze   | Sety | Sety | Sety  | Małe punkty | Małe punkty | Małe punkty |
| Lp. | Drużyna           | Pkt | M     | W (3:2) | P (2:3) | wyg. | prz. | ratio | zdob.       | str.        | ratio       |
| --- | ----------------- | --- | ----- | ------- | ------- | ---- | ---- | ----- | ----------- | ----------- | ----------- |
| 1   | Stany Zjednoczone | 13  | 5     | 4 (0)   | 1 (1)   | 14   | 4    | 3.500 | 427         | 370         | 1.154       |
| 2   | Brazylia          | 11  | 5     | 4 (1)   | 1 (0)   | 13   | 5    | 2.600 | 418         | 379         | 1.103       |
| 3   | Rosja             | 11  | 5     | 4 (1)   | 1 (0)   | 12   | 5    | 2.400 | 408         | 352         | 1.159       |
| 4   | Niemcy            | 5   | 5     | 2 (1)   | 3 (0)   | 6    | 11   | 0.545 | 379         | 388         | 0.977       |
| 5   | Serbia            | 5   | 5     | 1 (0)   | 4 (2)   | 7    | 13   | 0.538 | 413         | 455         | 0.908       |
| 6   | Tunezja           | 0   | 5     | 0 (0)   | 5 (0)   | 1    | 15   | 0.067 | 294         | 395         | 0.744       |

Źródło: fivb.org
Punktacja: 3:0 i 3:1 – 3 pkt; 3:2 – 2 pkt; 2:3 – 1 pkt; 1:3 i 0:3 – 0 pkt
Zasady ustalania kolejności: 1. liczba punktów; 2. liczba zwycięstw; 3. stosunek setów; 4. stosunek małych punktów; 5. bilans w bezpośrednich meczach
Wyniki spotkań
Faza grupowa
| Data         | Godzina | Drużyna 1         | Wynik | Drużyna 2         | Set 1 | Set 2 | Set 3 | Set 4 | Set 5 | Widzów | Raport |
| ------------ | ------- | ----------------- | ----- | ----------------- | ----- | ----- | ----- | ----- | ----- | ------ | ------ |
| Faza grupowa |         |                   |       |                   |       |       |       |       |       |        |        |
| 29.07        | 17:45   | Stany Zjednoczone | 0:3   | Serbia            | 25:17 | 25:22 | 25:21 | --:-- | --:-- | 12.000 |        |
| 31.07        | 17:45   | Stany Zjednoczone | 3:0   | Niemcy            | 25:23 | 25:16 | 25:20 | --:-- | --:-- | 13.000 |        |
| 02.08        | 21:00   | Brazylia          | 1:3   | Stany Zjednoczone | 25:23 | 25:27 | 19:25 | 17:25 | --:-- | 11.500 |        |
| 04.08        | 17:45   | Rosja             | 3:2   | Stany Zjednoczone | 27:29 | 19:25 | 26:24 | 25:16 | 15:8  | 13.650 |        |
| 06.08        | 21:00   | Stany Zjednoczone | 3:0   | Tunezja           | 25:15 | 25:19 | 25:19 | --:-- | --:-- | 11.000 |        |
| Ćwierćfinał  |         |                   |       |                   |       |       |       |       |       |        |        |
| 08.08        | 17:00   | Włochy            | 3:0   | Stany Zjednoczone | 28:26 | 25:20 | 25:20 | --:-- | --:-- | 14.000 |        |

Skład
| Nr | Imię i nazwisko     | Data urodzenia (wiek) | Wzrost (cm) | Klub               | Pozycja |
| -- | ------------------- | --------------------- | ----------- | ------------------ | ------- |
| 1  | Matthew Anderson    | 18.04.1987 (25)       | 204         | Zenit Kazań        | P       |
| 3  | Sean Rooney         | 13.11.1982 (29)       | 206         | Robur Ravenna      | P       |
| 4  | David Lee           | 08.03.1982 (30)       | 203         | Dinamo Moskwa      | Ś       |
| 6  | Richard Lambourne   | 06.05.1975 (37)       | 190         | –                  | L       |
| 6  | Paul Lotman         | 03.11.1985 (26)       | 200         | Resovia            | P       |
| 7  | Donald Suxho        | 21.06.1976 (36)       | 196         | Drean Bolivar      | R       |
| 8  | William Priddy      | 01.10.1977 (34)       | 194         | Zenit Kazań        | P       |
| 11 | Brian Thornton      | 22.04.1985 (27)       | 190         | Jastrzębski Węgiel | R       |
| 12 | Russell Holmes      | 01.07.1982 (30)       | 205         | Jastrzębski Węgiel | Ś       |
| 13 | Clayton Stanley (K) | 20.01.1978 (34)       | 205         | Ural Ufa           | A       |
| 20 | David Smith         | 15.05.1985 (27)       | 201         | Tours VB           | Ś       |
| 21 | David McKienzie     | 05.07.1979 (33)       | 193         | Kuwait SC          | A       |

Trener  Alan Knipe
Turniej kobiet
Reprezentacja Stanów Zjednoczonych w piłce siatkowej kobiet brała udział w rozgrywkach grupy B turnieju olimpijskiego, wygrywając wszystkie 5 spotkań. W ćwierćfinale pokonała ona reprezentację Dominikany, w półfinale drużynę Korei Południowej, by w finale ulec ekipie Brazylii, zdobywając srebrne medale olimpijskie.
Tabela grupy
| Lp. | Drużyna           | Pkt | Mecze | Mecze   | Mecze   | Sety | Sety | Sety  | Małe punkty | Małe punkty | Małe punkty |
| Lp. | Drużyna           | Pkt | M     | W (3:2) | P (2:3) | wyg. | prz. | ratio | zdob.       | str.        | ratio       |
| --- | ----------------- | --- | ----- | ------- | ------- | ---- | ---- | ----- | ----------- | ----------- | ----------- |
| 1   | Stany Zjednoczone | 15  | 5     | 5 (0)   | 0 (0)   | 15   | 2    | 7.500 | 426         | 345         | 1.235       |
| 2   | Chiny             | 9   | 5     | 3 (1)   | 2 (1)   | 11   | 10   | 1.100 | 475         | 461         | 1.030       |
| 3   | Korea Południowa  | 8   | 5     | 2 (0)   | 3 (2)   | 11   | 10   | 1.100 | 449         | 451         | 0.996       |
| 4   | Brazylia          | 7   | 5     | 3 (2)   | 2 (0)   | 10   | 10   | 1.000 | 447         | 420         | 1.064       |
| 5   | Turcja            | 6   | 5     | 2 (1)   | 3 (1)   | 9    | 11   | 0.818 | 434         | 443         | 0.980       |
| 6   | Serbia            | 0   | 5     | 0 (0)   | 5 (0)   | 2    | 15   | 0.133 | 296         | 407         | 0.727       |

Źródło: fivb.org
Punktacja: 3:0 i 3:1 – 3 pkt; 3:2 – 2 pkt; 2:3 – 1 pkt; 1:3 i 0:3 – 0 pkt
Zasady ustalania kolejności: 1. liczba punktów; 2. liczba zwycięstw; 3. stosunek setów; 4. stosunek małych punktów; 5. bilans w bezpośrednich meczach
Wyniki spotkań
Faza grupowa
| Data         | Godzina | Drużyna 1         | Wynik | Drużyna 2         | Set 1 | Set 2 | Set 3 | Set 4 | Set 5 | Widzów | Raport |
| ------------ | ------- | ----------------- | ----- | ----------------- | ----- | ----- | ----- | ----- | ----- | ------ | ------ |
| Faza grupowa |         |                   |       |                   |       |       |       |       |       |        |        |
| 28.07        | 21:00   | Stany Zjednoczone | 3:1   | Korea Południowa  | 25:19 | 25:17 | 20:25 | 25:21 | --:-- | 14.000 |        |
| 30.07        | 17:45   | Brazylia          | 1:3   | Stany Zjednoczone | 18:25 | 17:25 | 25:22 | 21:25 | --:-- | 15.000 |        |
| 01.08        | 21:00   | Stany Zjednoczone | 3:0   | Chiny             | 26:24 | 25:16 | 31:29 | --:-- | --:-- | 14.800 |        |
| 03.08        | 21:00   | Stany Zjednoczone | 3:0   | Serbia            | 25:17 | 25:20 | 25:16 | --:-- | --:-- | 9.000  |        |
| 05.08        | 21:00   | Stany Zjednoczone | 3:0   | Turcja            | 27:25 | 25:16 | 25:19 | --:-- | --:-- | 12.000 |        |
| Ćwierćfinał  |         |                   |       |                   |       |       |       |       |       |        |        |
| 07.08        | 20:00   | Stany Zjednoczone | 3:0   | Dominikana        | 25:14 | 25:21 | 25:22 | --:-- | --:-- | 11.500 |        |
| Półfinał     |         |                   |       |                   |       |       |       |       |       |        |        |
| 09.08        | 16:00   | Stany Zjednoczone | 3:0   | Korea Południowa  | 25:20 | 25:22 | 25:22 | --:-- | --:-- | 14.000 |        |
| Finał        |         |                   |       |                   |       |       |       |       |       |        |        |
| 11.08        | 19:30   | Brazylia          | 3:1   | Stany Zjednoczone | 11:25 | 25:17 | 25:20 | 25:17 | --:-- | 13.500 |        |

Skład
| Nr | Imię i nazwisko       | Data urodzenia (wiek) | Wzrost (cm) | Klub                             | Pozycja |
| -- | --------------------- | --------------------- | ----------- | -------------------------------- | ------- |
| 2  | Danielle Scott-Arruda | 01.10.1972 (39)       | 188         | Desportiva e Cultural Metodista  | Ś       |
| 3  | Tayyiba Haneef-Park   | 23.03.1979 (33)       | 200         | Igtisadchi Baku                  | A       |
| 4  | Lindsey Berg (K)      | 16.08.1980 (31)       | 173         | Asystel MC Carnaghi              | R       |
| 6  | Nicole Davis          | 24.04.1982 (30)       | 167         | River Volley Piacenza            | L       |
| 11 | Jordan Larson         | 16.10.1986 (25)       | 188         | Dinamo Kazań                     | P       |
| 13 | Christa Harmotto      | 12.10.1986 (25)       | 188         | Universal Volley Femminile Carpi | Ś       |
| 15 | Logan Tom             | 25.05.1981 (31)       | 186         | Fenerbahçe SK                    | P       |
| 16 | Foluke Akinradewo     | 05.10.1987 (25)       | 191         | Rabita Baku                      | Ś       |
| 18 | Megan Hodge           | 15.10.1988 (23)       | 191         | Azerrail Baku                    | P       |
| 19 | Destinee Hooker       | 07.09.1987 (24)       | 193         | Dinamo Krasnodar                 | A       |
| 21 | Tamari Miyashiro      | 08.07.1987 (24)       | 170         | BKS Aluprof Bielsko-Biała        | L       |
| 22 | Courtney Thompson     | 04.11.1984 (27)       | 170         | Budowlani Łódź                   | R       |

Trener:  Hugh McCutcheon

#### Siatkówka plażowa
| Zawodnicy                     | Konkurencja | Faza grupowa                           | Faza grupowa                                 | Faza grupowa                                    | Pozycja | 1/8                                      | Ćwierćfinały                                | Półfinały                                     | Finał/O 3. miejsce                     | Finał/O 3. miejsce |
| Zawodnicy                     | Konkurencja | Przeciwnicy Wynik                      | Przeciwnicy Wynik                            | Przeciwnicy Wynik                               | Pozycja | Przeciwnicy Wynik                        | Przeciwnicy Wynik                           | Przeciwnicy Wynik                             | Przeciwnicy Wynik                      | Pozycja            |
| ----------------------------- | ----------- | -------------------------------------- | -------------------------------------------- | ----------------------------------------------- | ------- | ---------------------------------------- | ------------------------------------------- | --------------------------------------------- | -------------------------------------- | ------------------ |
| Phil Dalhausser Todd Rogers   | Mężczyźni   | Asahi/Shiratori W 2-0 (21-15, 21-16)   | Gavira/Herrera W 2-1 (19-21, 21-16, 15-13)   | Beneš/Kubala W 2-0 (21-13, 21-15)               | 1.      | Nicolai/Lupo P 0-2 (17-21, 19-21)        | NQ                                          | NQ                                            | NQ                                     | NQ                 |
| Jake Gibb Sean Rosenthal      | Mężczyźni   | Chiya/Goldschmidt W 2-0 (21-10, 21-11) | Fijałek/Prudel P 0-2 (17-21, 18-21)          | Samoilovs/Sorokins W 2-0 (21-10, 21-16)         | 1.      | Prokopiew/Siemienow W 2-0 (21-14, 22-20) | Pļaviņš/Šmēdiņš P 1-2 (21-19, 18-21, 11-15) | NQ                                            | NQ                                     | NQ                 |
| Jennifer Kessy April Ross     | Kobiety     | Gallay/Zonta W 2-0 (21-11, 21-18)      | Keizer/van Iersel W 2-1 (21-15, 12-21, 15-8) | Baquerizo/Fernández W 2-1 (21-19, 19-21, 19-17) | 1.      | Kuhn/Zumkehr W 2-0 (21-15, 21-19)        | Kolocová/Slutová W 2-0 (25-23, 21-18)       | Felisberta/França W 1-2 (15-21, 21-19, 15-12) | May-Treanor/Walsh P 2-0 (16-21, 16-21) | srebro             |
| Misty May-Treanor Kerri Walsh | Kobiety     | Cook/Hinchley W 2-0 (21-18, 21-19)     | Kolocová/Slutová W 2-0 (21-14, 21-19)        | Schwaiger/Schwaiger W 2-1 (17-21, 21-8, 15-10)  | 1.      | Keizer/van Iersel W 2-0 (21-13, 21-12)   | Cicolari/Menegatti W 2-0 (21-13, 21-13)     | Xue C/Zhang X W 2-0 (22-20, 22-20)            | Kessy/Ross W 2-0 (21-16, 21-16)        | złoto              |

### Skoki do wody
Mężczyźni
| Zawodnik                   | Konkurencja                   | Preeliminacje | Preeliminacje | Półfinał | Półfinał | Finał  | Finał   |
| Zawodnik                   | Konkurencja                   | Punkty        | Miejsce       | Punkty   | Miejsce  | Punkty | Miejsce |
| -------------------------- | ----------------------------- | ------------- | ------------- | -------- | -------- | ------ | ------- |
| Chris Colwill              | trampolina 3 m indywidualnie  | 461.35        | 7.            | 339.80   | 18.      | NQ     | NQ      |
| Troy Dumais                | trampolina 3 m indywidualnie  | 486.60        | 3.            | 490.55   | 5.       | 498.35 | 5.      |
| David Boudia               | wieża 10 m indywidualnie      | 439.15        | 18.           | 531.15   | 3.       | 568.65 | złoto   |
| Nick McCrory               | wieża 10 m indywidualnie      | 480.90        | 8.            | 506.50   | 7.       | 505.40 | 9.      |
| Troy Dumais Kristian Ipsen | trampolina 3 m synchronicznie | —             | —             | —        | —        | 446.70 | brąz    |
| David Boudia Nick McCrory  | wieża 10 m synchronicznie     | —             | —             | —        | —        | 463.47 | brąz    |

Kobiety
| Zawodniczka                   | Konkurencja                   | Preeliminacje | Preeliminacje | Półfinał | Półfinał | Finał  | Finał   |
| Zawodniczka                   | Konkurencja                   | Punkty        | Miejsce       | Punkty   | Miejsce  | Punkty | Miejsce |
| ----------------------------- | ----------------------------- | ------------- | ------------- | -------- | -------- | ------ | ------- |
| Cassidy Krug                  | trampolina 3 m indywidualnie  | 320.10        | 10.           | 345.60   | 5.       | 342.85 | 7.      |
| Christina Loukas              | trampolina 3 m indywidualnie  | 330.45        | 7.            | 339.75   | 6.       | 332.10 | 8.      |
| Katherine Bell                | wieża 10 m indywidualnie      | 326.95        | 9.            | 296.80   | 15.      | NQ     | NQ      |
| Brittany Viola                | wieża 10 m indywidualnie      | 322.55        | 14.           | 300.50   | 14.      | NQ     | NQ      |
| Kelci Bryant Abigail Johnston | trampolina 3 m synchronicznie | —             | —             | —        | —        | 321.90 | srebro  |

### Strzelectwo
Mężczyźni
| Zawodnik        | Konkurencja                             | Kwalifikacje | Kwalifikacje | Finał  | Finał   |
| Zawodnik        | Konkurencja                             | Punkty       | Miejsce      | Punkty | Miejsce |
| --------------- | --------------------------------------- | ------------ | ------------ | ------ | ------- |
| Matthew Emmons  | karabin pneumatyczny 10 m               | 590          | 35.          | NQ     | NQ      |
| Jonathan Hall   | karabin pneumatyczny 10 m               | 592          | 27.          | NQ     | NQ      |
| Michael McPhail | karabin małokalibrowy leżąc 50 m        | 595          | 9.           | NQ     | NQ      |
| Eric Uptagrafft | karabin małokalibrowy leżąc 50 m        | 594          | 16.          | NQ     | NQ      |
| Matthew Emmons  | karabin małokalibrowy trzy postawy 50 m | 1172         | 2.           | 1271.3 | brąz    |
| Jason Parker    | karabin małokalibrowy trzy postawy 50 m | 1159         | 30.          | NQ     | NQ      |
| Daryl Szarenski | pistolet pneumatyczny 10 m              | 575          | 23.          | NQ     | NQ      |
| Jason Turner    | pistolet pneumatyczny 10 m              | 569          | 34.          | NQ     | NQ      |
| Emil Milev      | pistolet szybkostrzelny 25 m            | 578          | 13.          | NQ     | NQ      |
| Keith Sanderson | pistolet szybkostrzelny 25 m            | 578          | 14.          | NQ     | NQ      |
| Nick Mowrer     | pistolet dowolny 50 m                   | 558          | 15.          | NQ     | NQ      |
| Daryl Szarenski | pistolet dowolny 50 m                   | 550          | 28.          | NQ     | NQ      |
| Walton Eller    | trap podwójny                           | 126          | 22.          | NQ     | NQ      |
| Josh Richmond   | trap podwójny                           | 131          | 16.          | NQ     | NQ      |
| Vincent Hancock | skeet                                   | 123          | 1.           | 148    | złoto   |
| Frank Thompson  | skeet                                   | 119          | 8.           | NQ     | NQ      |

Kobiety
| Zawodniczka       | Konkurencja                             | Kwalifikacje | Kwalifikacje | Finał  | Finał   |
| Zawodniczka       | Konkurencja                             | Punkty       | Miejsce      | Punkty | Miejsce |
| ----------------- | --------------------------------------- | ------------ | ------------ | ------ | ------- |
| Jamie Lynn Gray   | karabin pneumatyczny 10 m               | 397          | 6.           | 499.7  | 5.      |
| Sarah Sherer      | karabin pneumatyczny 10 m               | 397          | 7.           | 499.0  | 7.      |
| Amanda Furrer     | karabin małokalibrowy trzy postawy 50 m | 581          | 15.          | NQ     | NQ      |
| Jamie Lynn Gray   | karabin małokalibrowy trzy postawy 50 m | 592          | 1.           | 691.9  | złoto   |
| Sandra Uptagrafft | pistolet pneumatyczny 10 m              | 378          | 28.          | NQ     | NQ      |
| Sandra Uptagrafft | pistolet sportowy 25 m                  | 576          | 28.          | NQ     | NQ      |
| Corey Cogdell     | trap                                    | 68           | 11.          | NQ     | NQ      |
| Kimberly Rhode    | trap                                    | 68           | 9.           | NQ     | NQ      |
| Kimberly Rhode    | skeet                                   | 74           | 1.           | 99     | złoto   |

### Szermierka
Mężczyźni
| Zawodnik                                                              | Konkurencja          | 1/32             | 1/16                   | 1/8                  | Ćwierćfinały       | Półfinały                   | Finał                         | Finał   |
| Zawodnik                                                              | Konkurencja          | Przeciwnik Wynik | Przeciwnik Wynik       | Przeciwnik Wynik     | Przeciwnik Wynik   | Przeciwnik Wynik            | Przeciwnik Wynik              | Pozycja |
| --------------------------------------------------------------------- | -------------------- | ---------------- | ---------------------- | -------------------- | ------------------ | --------------------------- | ----------------------------- | ------- |
| Weston Kelsey                                                         | szpada indywidualnie | —                | Li G W 8-7             | Novosjolov W 15-11   | Fernandez W 15-9   | Limardo P 5-6               | O 3. miejsce Jung JS P 11-12  | 4.      |
| Soren Thompson                                                        | szpada indywidualnie | —                | Fiedler P 4-15         | NQ                   | NQ                 | NQ                          | NQ                            | NQ      |
| Miles Chamley-Watson                                                  | floret indywidualnie | BYE              | Abouelkassem P 10-15   | NQ                   | NQ                 | NQ                          | NQ                            | NQ      |
| Race Imboden                                                          | floret indywidualnie | BYE              | Toldo W 15-5           | Baldini P 9-15       | NQ                 | NQ                          | NQ                            | NQ      |
| Alexander Massialas                                                   | floret indywidualnie | BYE              | Lalonde-Turbide W 15-6 | Czeriemisinow P 6-15 | NQ                 | NQ                          | NQ                            | NQ      |
| Miles Chamley-Watson Race Imboden Alexander Massialas Gerek Meinhardt | floret drużynowo     | —                | —                      | BYE                  | Francja W 45-39    | Włochy P 24-45              | O 3. miejsce Niemcy P 27-45   | 4.      |
| Daryl Homer                                                           | szabla indywidualnie | BYE              | Dolniceanu W 15-11     | Jakimienko W 15-14   | Dumitrescu P 13-15 | NQ                          | NQ                            | NQ      |
| Timothy Morehouse                                                     | szabla indywidualnie | BYE              | Reszetnikow W 15-6     | Lapkes W 15-13       | Occhiuzzi P 9-15   | NQ                          | NQ                            | NQ      |
| James Williams                                                        | szabla indywidualnie | BYE              | Kowalow P 12-15        | NQ                   | NQ                 | NQ                          | NQ                            | NQ      |
| Daryl Homer Timothy Morehouse Jeff Spear James Williams               | szabla drużynowo     | —                | —                      | BYE                  | Rosja P 33-45      | O miejsca 5-8 Chiny P 28-45 | O 7. miejsce Białoruś P 35-45 | 8.      |

Kobiety
| Zawodniczka                                               | Konkurencja          | 1/32                | 1/16                    | 1/8                 | Ćwierćfinały             | Półfinały                     | Finał                       | Finał   |
| Zawodniczka                                               | Konkurencja          | Przeciwniczka Wynik | Przeciwniczka Wynik     | Przeciwniczka Wynik | Przeciwniczka Wynik      | Przeciwniczka Wynik           | Przeciwniczka Wynik         | Pozycja |
| --------------------------------------------------------- | -------------------- | ------------------- | ----------------------- | ------------------- | ------------------------ | ----------------------------- | --------------------------- | ------- |
| Courtney Hurley                                           | szpada indywidualnie | BYE                 | Flessel-Colovic P 12-15 | NQ                  | NQ                       | NQ                            | NQ                          | NQ      |
| Maya Lawrence                                             | szpada indywidualnie | BYE                 | Navarria W 15-12        | Fiamingo P 7-15     | NQ                       | NQ                            | NQ                          | NQ      |
| Susie Scanlan                                             | szpada indywidualnie | Krywycka P 13-15    | NQ                      | NQ                  | NQ                       | NQ                            | NQ                          | NQ      |
| Courtney Hurley Maya Lawrence Susie Scanlan Kelley Hurley | szpada drużynowo     | —                   | —                       | —                   | Włochy W 45-35           | Korea Południowa P 36-45      | Rosja W 31-30               | brąz    |
| Lee Kiefer                                                | floret indywidualnie | BYE                 | Peterson W 15-10        | Jung GO W 15-13     | Errigo P 10-15           | NQ                            | NQ                          | NQ      |
| Nzingha Prescod                                           | floret indywidualnie | BYE                 | Mohamed P 10-15         | NQ                  | NQ                       | NQ                            | NQ                          | NQ      |
| Nicole Ross                                               | floret indywidualnie | BYE                 | Boubakri P 8-15         | NQ                  | NQ                       | NQ                            | NQ                          | NQ      |
| Lee Kiefer Nzingha Prescod Nicole Ross Doris Willette     | floret drużynowo     | —                   | —                       | BYE                 | Korea Południowa P 31-45 | O miejsca 5-8 Japonia W 44-22 | O 6. miejsce Polska P 39-45 | 6.      |
| Dagmara Wozniak                                           | szabla indywidualnie | —                   | Mahran W 15-6           | Besbes W 15-13      | Wielikaja P 13-15        | NQ                            | NQ                          | NQ      |
| Mariel Zagunis                                            | szabla indywidualnie | —                   | Permatasari W 15-7      | Nakayama W 15-9     | Zhu M W 15-6             | Kim JY P 13-15                | Charłan P 10-15             | 4.      |

### Taekwondo
| Zawodnicy         | Konkurencja | 1/16              | Ćwierćfinał       | Półfinał          | Repasaż 1          | Repasaż 2         | Finał             | Finał   |
| Zawodnicy         | Konkurencja | Przeciwnicy Wynik | Przeciwnicy Wynik | Przeciwnicy Wynik | Przeciwnicy Wynik  | Przeciwnicy Wynik | Przeciwnicy Wynik | Pozycja |
| ----------------- | ----------- | ----------------- | ----------------- | ----------------- | ------------------ | ----------------- | ----------------- | ------- |
| Terrence Jennings | 68 kg (m)   | Tazegül P 6-8     | NQ                | NQ                | Husarow W 3-2      | Silva W 8-5       | NQ                | brąz    |
| Steven López      | 80 kg (m)   | Azizow P 2-3      | NQ                | NQ                | NQ                 | NQ                | NQ                | NQ      |
| Diana López       | 57 kg (k)   | Hou Y P 0-1       | NQ                | NQ                | Mikkonen P 4-9     | NQ                | NQ                | NQ      |
| Paige McPherson   | 67 kg (k)   | Stevenson W 5-1   | Tatar P 1-6       | NQ                | St. Bernard W 15-2 | Anić W 8-3        | NQ                | brąz    |

### Tenis stołowy
Mężczyźni
| Zawodnik     | Konkurencja | Eliminacje       | Runda 1          | Runda 2          | Runda 3          | Runda 4          | Ćwierćfinały     | Półfinały        | Finał            | Finał   |
| Zawodnik     | Konkurencja | Przeciwnik Wynik | Przeciwnik Wynik | Przeciwnik Wynik | Przeciwnik Wynik | Przeciwnik Wynik | Przeciwnik Wynik | Przeciwnik Wynik | Przeciwnik Wynik | Pozycja |
| ------------ | ----------- | ---------------- | ---------------- | ---------------- | ---------------- | ---------------- | ---------------- | ---------------- | ---------------- | ------- |
| Timothy Wang | singel      | Kim SN P 0-4     | NQ               | NQ               | NQ               | NQ               | NQ               | NQ               | NQ               | NQ      |

Kobiety
| Zawodniczka                     | Konkurencja       | Eliminacje          | Runda 1             | Runda 2             | Runda 3             | Runda 4             | Ćwierćfinały        | Półfinały           | Finał               | Finał   |
| Zawodniczka                     | Konkurencja       | Przeciwniczka Wynik | Przeciwniczka Wynik | Przeciwniczka Wynik | Przeciwniczka Wynik | Przeciwniczka Wynik | Przeciwniczka Wynik | Przeciwniczka Wynik | Przeciwniczka Wynik | Pozycja |
| ------------------------------- | ----------------- | ------------------- | ------------------- | ------------------- | ------------------- | ------------------- | ------------------- | ------------------- | ------------------- | ------- |
| Ariel Hsing                     | singel            | BYE                 | Silva W 4-0         | Ni X W 4-2          | Li X P 2-4          | NQ                  | NQ                  | NQ                  | NQ                  | NQ      |
| Lily Zhang                      | singel            | BYE                 | Molnar P 0-4        | NQ                  | NQ                  | NQ                  | NQ                  | NQ                  | NQ                  | NQ      |
| Ariel Hsing Lily Zhang Erica Wu | turniej drużynowy | —                   | —                   | —                   | —                   | Japonia P 0-3       | NQ                  | NQ                  | NQ                  | NQ      |

### Tenis ziemny
Kobiety
| Zawodnik                       | Konkurencja | 1/32                            | 1/16                         | 1/8                                   | Ćwierćfinały                     | Półfinały                             | Finał                                  | Finał         |
| Zawodnik                       | Konkurencja | Przeciwnik Wynik                | Przeciwnik Wynik             | Przeciwnik Wynik                      | Przeciwnik Wynik                 | Przeciwnik Wynik                      | Przeciwnik Wynik                       | Pozycja       |
| ------------------------------ | ----------- | ------------------------------- | ---------------------------- | ------------------------------------- | -------------------------------- | ------------------------------------- | -------------------------------------- | ------------- |
| Serena Williams                | singel      | J. Janković 6:3, 6:1            | U. Radwańska 6:2, 6:3        | W. Zwonariowa 6:1, 6:0                | C. Wozniacki 6:0, 6:3            | W. Azaranka 6:1, 6:2                  | M. Szarapowa 6:0, 6:1                  | złoto         |
| Christina McHale               | singel      | A. Ivanović 4:6, 5:7            | → Nie awansowała             | → Nie awansowała                      | → Nie awansowała                 | → Nie awansowała                      | → Nie awansowała                       | Miejsca 33-64 |
| Venus Williams                 | singel      | S. Errani 6:3, 6:1              | A. Wozniak 6:1, 6:3          | A. Kerber 6:7(5), 6:7(5)              | → Nie awansowała                 | → Nie awansowała                      | → Nie awansowała                       | Miejsca 9-16  |
| Varvara Lepchenko              | singel      | V. Cepede Royg 7:5, 6:7(6), 6:2 | J. Görges 3:6, 5:7           | → Nie awansowała                      | → Nie awansowała                 | → Nie awansowała                      | → Nie awansowała                       | Miejsca 17-32 |
| Liezel Huber Lisa Raymond      | debel       |                                 |                              | A. Radwańska U. Radwańska 6:4, 7:6(3) | J. Makarowa J. Wiesnina 6:3, 6:3 | A. Hlaváčková L. Hradecká 1:6, 6:7(2) | M. Kirilenko N. Pietrowa 6:4, 4:6, 1:6 | Miejsce 4     |
| Serena Williams Venus Williams | debel       |                                 | S. Cîrstea S. Halep 6:3, 6:2 | A. Kerber S. Lisicki 6:2, 7:5         | S. Errani R. Vinci 6:1, 6:1      | M. Kirilenko N. Pietrowa 7:5, 6:4     | A. Hlaváčková L. Hradecká 6:4, 6:4     | złoto         |

Mężczyźni
| Zawodnik                | Konkurencja | 1/32                  | 1/16                                  | 1/8                                   | Ćwierćfinały                     | Półfinały                        | Finał                             | Finał         |
| Zawodnik                | Konkurencja | Przeciwnik Wynik      | Przeciwnik Wynik                      | Przeciwnik Wynik                      | Przeciwnik Wynik                 | Przeciwnik Wynik                 | Przeciwnik Wynik                  | Pozycja       |
| ----------------------- | ----------- | --------------------- | ------------------------------------- | ------------------------------------- | -------------------------------- | -------------------------------- | --------------------------------- | ------------- |
| John Isner              | singel      | O. Rochus 7:6(1), 6:4 | M. al-Dżaziri 7:6(1), 6:2             | J. Tipsarević 7:5, 7:6(14)            | R. Federer 4:6, 6:7(5)           | → Nie awansował                  | → Nie awansował                   | Miejsca 5-8   |
| Andy Roddick            | singel      | M. Kližan 7:5, 6:4    | N. Đoković 2:6, 1:6                   | → Nie awansował                       | → Nie awansował                  | → Nie awansował                  | → Nie awansował                   | Miejsca 17-32 |
| Donald Young            | singel      | A. Seppi 4:6, 4:6     | → Nie awansował                       | → Nie awansował                       | → Nie awansował                  | → Nie awansował                  | → Nie awansował                   | Miejsca 33-64 |
| Ryan Harrison           | singel      | A. Giraldo 5:7, 3:6   | → Nie awansował                       | → Nie awansował                       | → Nie awansował                  | → Nie awansował                  | → Nie awansował                   | Miejsca 33-64 |
| Bob Bryan Mike Bryan    | debel       |                       | T. Bellucci A. Sá 7:6(5), 6:7(5), 6:3 | N. Dawydienko M. Jużny 7:6(6), 7:6(1) | J. Erlich A. Ram 7:6(4), 7:6(10) | J. Benneteau R. Gasquet 6:4, 6:4 | M. Llodra J-W. Tsonga 6:4, 7:6(2) | złoto         |
| John Isner Andy Roddick | debel       |                       | M. Melo B. Soares 2:6, 4:6            | → Nie awansowali                      | → Nie awansowali                 | → Nie awansowali                 | → Nie awansowali                  | Miejsca 17-32 |

Gra mieszana
| Zawodnicy               | Konkurencja | 1/32             | 1/16             | 1/8                                    | Ćwierćfinały                     | Półfinały                           | Finał                            | Finał        |
| Zawodnicy               | Konkurencja | Przeciwnik Wynik | Przeciwnik Wynik | Przeciwnik Wynik                       | Przeciwnik Wynik                 | Przeciwnik Wynik                    | Przeciwnik Wynik                 | Pozycja      |
| ----------------------- | ----------- | ---------------- | ---------------- | -------------------------------------- | -------------------------------- | ----------------------------------- | -------------------------------- | ------------ |
| Liezel Huber Bob Bryan  | mikst       |                  |                  | S. Lisicki C. Kas 6:7(5), 7:6(5), 5-10 | → Nie awansowali                 | → Nie awansowali                    | → Nie awansowali                 | Miejsca 9-16 |
| Lisa Raymond Mike Bryan | mikst       |                  |                  | S. Errani A. Seppi 7:5, 6:3            | G. Dulko J.M. del Potro 6:2, 7:5 | W. Azaranka M. Mirny 6:3, 4:6, 7-10 | S. Lisicki C. Kas 6:3, 4:6, 10-4 | brąz         |

### Triathlon
| Zawodnicy      | Konkurencja | Pływanie (1,5 km) | Zmiana 1 | Jazda na rowerze (40 km) | Zmiana 2 | Bieg (10 km) | Czas    | Pozycja |
| -------------- | ----------- | ----------------- | -------- | ------------------------ | -------- | ------------ | ------- | ------- |
| Manuel Huerta  | mężczyźni   | 18:57             | 0:39     | 58:51                    | 0:33     | 34:39        | 1:53:39 | 51.     |
| Hunter Kemper  | mężczyźni   | 17:25             | 0:44     | 58:44                    | 0:33     | 31:20        | 1:48:46 | 14.     |
| Laura Bennett  | kobiety     | 18:36             | 0:40     | 1:06:22                  | 0:29     | 36:10        | 2:02:17 | 17.     |
| Sarah Groff    | kobiety     | 19:20             | 0:37     | 1:05:40                  | 0:31     | 33:52        | 2:00:00 | 4.      |
| Gwen Jorgensen | kobiety     | 19:27             | 0:44     | 1:11:06                  | 0:33     | 34:44        | 2:06:34 | 38.     |

### Wioślarstwo
Mężczyźni
| Zawodnicy | Konkurencja                       | Eliminacje | Eliminacje | Repasaże | Repasaże | Ćwierćfinał | Ćwierćfinał | Półfinał | Półfinał | Finał   | Finał   |
| Zawodnicy | Konkurencja                       | Czas       | Miejsce    | Czas     | Miejsce  | Czas        | Miejsce     | Czas     | Miejsce  | Czas    | Miejsce |
| --- | --------------------------------- | ---------- | ---------- | -------- | -------- | ----------- | ----------- | -------- | -------- | ------- | ------- |
| Ken Jurkowski | jedynka                           | 7:08.39    | 3 QF       |          |          | 7:18.27     | 5 SC/D      | 7:56.51  | 6 FD     | DNS     | 24      |
| Tom Peszek Silas Stafford                                                                                              | dwójka podwójna                   | 6:26.59    | 4 R        | 6:27.41  | 3 SA/B   | —           | —           | 6:58.58  | 4 FB     | 6:53.30 | 8       |
| Anthony Fahden Nick LaCava Will Newell Robin Prendes                                                                   | czwórka bez sternika wagi lekkiej | 6:02.42    | 5 R        | 6:00.86  | 1 SA/B   | —           | —           | 6:05.06  | 5 FB     | 6:09.23 | 8       |
| Charlie Cole Scott Gault Glenn Ochal Henrik Rummel                                                                     | czwórka bez sternika              | 5:54.88    | 1 SA/B     |          |          | —           | —           | 6:01.72  | 1 FA     | 6:07.20 | brąz    |
| Peter Graves Elliot Hovey Alex Osborne Wes Piermarini                                                                  | czwórka podwójna                  | 5:50.24    | 4 R        | 5:45.62  | 4        | —           | —           |          |          |         | 13      |
| David Banks Jake Cornelius Grant James Ross James Steve Kasprzyk Giuseppe Lanzone Will Miller Brett Newlin Zach Vlahos | ósemka                            | 5:30.72    | 1 FA       |          |          | —           | —           | —        | —        | 5:51.48 | 4       |

Kobiety
| Zawodniczki | Konkurencja                  | Eliminacje | Eliminacje | Repasaże | Repasaże | Ćwierćfinał | Ćwierćfinał | Półfinał | Półfinał | Finał   | Finał   |
| Zawodniczki | Konkurencja                  | Czas       | Miejsce    | Czas     | Miejsce  | Czas        | Miejsce     | Czas     | Miejsce  | Czas    | Miejsce |
| --- | ---------------------------- | ---------- | ---------- | -------- | -------- | ----------- | ----------- | -------- | -------- | ------- | ------- |
| Gevvie Stone | jedynka                      | 7:33.68    | 3 QF       |          |          | 7:39.67     | 2 SA/B      | 7:52.98  | 4 FB     | 7:45.24 | 7       |
| Sara Hendershot Sarah Zelenka                                                                                                | dwójka bez sternika          | 6:59.29    | 2 FA       |          |          | —           | —           | —        | —        | 7:30.39 | 4       |
| Kristin Hedstrom Julie Nichols                                                                                               | dwójka podwójna wagi lekkiej | 7:08.43    | 3 R        | 7:13.82  | 1 SA/B   | —           | —           | 7:12.61  | 4 FB     | 7:23.31 | 11      |
| Margot Shumway Sarah Trowbridge                                                                                              | dwójka podwójna              | 6:55.25    | 3 R        | 7:10.37  | 2 FA     | —           | —           | —        | —        | 7:10.54 | 6       |
| Natalie Dell Megan Kalmoe Kara Kohler Adrienne Martelli                                                                      | czwórka podwójna             | 6:15.76    | 2 R        | 6:19.49  | 2 FA     | —           | —           | —        | —        | 6:40.63 | brąz    |
| Erin Cafaro Caryn Davies Susan Francia Caroline Lind Esther Lofgren Eleanor Logan Meghan Musnicki Taylor Ritzel Mary Whipple | ósemka                       | 6:14.68    | 1 FA       |          |          | —           | —           | —        | —        | 6:10.59 | złoto   |

### Zapasy
Mężczyźni – styl wolny
| Zawodnik         | Konkurencja | Kwalifikacje     | 1/8                 | Ćwierćfinał      | Półfinał          | Repesaż 1        | Repesaż 2        | Finał                     | Finał   |
| Zawodnik         | Konkurencja | Przeciwnik Wynik | Przeciwnik Wynik    | Przeciwnik Wynik | Przeciwnik Wynik  | Przeciwnik Wynik | Przeciwnik Wynik | Przeciwnik Wynik          | Pozycja |
| ---------------- | ----------- | ---------------- | ------------------- | ---------------- | ----------------- | ---------------- | ---------------- | ------------------------- | ------- |
| Sam Hazewinkel   | -55 kg      | BYE              | Nijazbekow P 1-3    | NQ               | NQ                | NQ               | NQ               | NQ                        | 17.     |
| Coleman Scott    | -60 kg      | BYE              | Lee SC W 3-0        | Zarkua W 5-0     | Əsgərov P 0-3     | BYE              | BYE              | O 3. miejsce Yumoto W 3-1 | brąz    |
| Jared Frayer     | -66 kg      | BYE              | Szabanau P 0-3      | NQ               | NQ                | NQ               | NQ               | NQ                        | 16.     |
| Jordan Burroughs | -74 kg      | BYE              | Soler Atencia W 3-0 | Gentry W 3-1     | Cargusz W 3-1     | BYE              | BYE              | Gudarzi W 3-0             | złoto   |
| Jake Herbert     | -84 kg      | BYE              | Arencibia W 3-1     | Szarifow P 1-3   | NQ                | BYE              | Bölükbaşi P 1-3  | NQ                        | 7.      |
| Jake Varner      | -96 kg      | BYE              | Kurbanow W 3-1      | Pliev W 3-0      | Gogszelidze W 3-1 | BYE              | BYE              | Andrijcew W 3-0           | złoto   |
| Tervel Dlagnev   | -120 kg     | BYE              | Ismail W 3-1        | Szemarow W 3-1   | Tajmazow P 0-5    | BYE              | BYE              | Ghasemi P 1-3             | 5.      |

Mężczyźni – styl klasyczny
| Zawodnik      | Konkurencja | Kwalifikacje     | 1/8                | Ćwierćfinał      | Półfinał         | Repesaż 1        | Repesaż 2        | Finał            | Finał   |
| Zawodnik      | Konkurencja | Przeciwnik Wynik | Przeciwnik Wynik   | Przeciwnik Wynik | Przeciwnik Wynik | Przeciwnik Wynik | Przeciwnik Wynik | Przeciwnik Wynik | Pozycja |
| ------------- | ----------- | ---------------- | ------------------ | ---------------- | ---------------- | ---------------- | ---------------- | ---------------- | ------- |
| Spenser Mango | -55 kg      | Abouhalima W 3-1 | Bajramow P 0-3     | NQ               | NQ               | Siemionow P 0-3  | NQ               | NQ               | 9.      |
| Ellis Coleman | -60 kg      | Angełow P 1-3    | NQ                 | NQ               | NQ               | NQ               | NQ               | NQ               | 14.     |
| Justin Lester | -66 kg      | BYE              | Fujimura W 3-1     | Lőrincz P 1-3    | NQ               | BYE              | Stäbler P 0-3    | NQ               | 8.      |
| Ben Provisor  | -74 kg      | Bell W 3-1       | Datunaszwili P 0-3 | NQ               | NQ               | NQ               | NQ               | NQ               | 11.     |
| Chas Betts    | -84 kg      | Graham W 3-0     | Shorey P 0-3       | NQ               | NQ               | NQ               | NQ               | NQ               | 9.      |
| Dremiel Byers | -120 kg     | BYE              | Abdulajew W 3-0    | Kayaalp P 0-3    | NQ               | NQ               | NQ               | NQ               | 9.      |

Kobiety
| Zawodniczka      | Konkurencja | Kwalifikacje        | 1/8                 | Ćwierćfinał         | Półfinał            | Repasaż 1           | Repasaż 2           | Finał               | Finał   |
| Zawodniczka      | Konkurencja | Przeciwniczka Wynik | Przeciwniczka Wynik | Przeciwniczka Wynik | Przeciwniczka Wynik | Przeciwniczka Wynik | Przeciwniczka Wynik | Przeciwniczka Wynik | Miejsce |
| ---------------- | ----------- | ------------------- | ------------------- | ------------------- | ------------------- | ------------------- | ------------------- | ------------------- | ------- |
| Clarissa Chun    | -48 kg      | Zhao S W 3-0        | Stadnyk P 0-3       | NQ                  | NQ                  | BYE                 | Matkowska W 5-0     | Merłeni W 3-0       | brąz    |
| Kelsey Campbell  | -55 kg      | BYE                 | Yoshida P 0-3       | NQ                  | NQ                  | BYE                 | Ratkiewicz P 0-3    | NQ                  | 17.     |
| Elena Pirozhkova | -63 kg      | BYE                 | Grigorjeva P 1-3    | NQ                  | NQ                  | NQ                  | NQ                  | NQ                  | 14.     |
| Ali Bernard      | -72 kg      | Fransson P 1-3      | NQ                  | NQ                  | NQ                  | NQ                  | NQ                  | NQ                  | 13.     |

### Żeglarstwo
Mężczyźni
| Zawodnik                     | Konkurencja | Wyścig | Wyścig | Wyścig | Wyścig | Wyścig | Wyścig | Wyścig | Wyścig | Wyścig | Wyścig | Wyścig | Punkty | Finałowa pozycja |
| Zawodnik                     | Konkurencja | 1      | 2      | 3      | 4      | 5      | 6      | 7      | 8      | 9      | 10     | M*     | Punkty | Finałowa pozycja |
| ---------------------------- | ----------- | ------ | ------ | ------ | ------ | ------ | ------ | ------ | ------ | ------ | ------ | ------ | ------ | ---------------- |
| Bob Willis                   | RS:X        | 7      | 10     | 11     | 25     | 39     | 28     | 24     | 33     | 11     | 30     | –      | 179    | 22.              |
| Rob Crane                    | Laser       | 35     | 42     | 30     | 28     | 16     | 26     | 19     | 8      | 33     | 44     | –      | 236    | 29.              |
| Zach Railey                  | Finn        | 10     | 15     | 13     | 17     | 2      | 8      | 12     | 8      | 12     | 19     | –      | 116    | 12.              |
| Graham Biehl Stuart McNay    | 470         | 17     | 22     | 10     | 3      | 23     | 24     | 6      | 18     | 9      | 4      | –      | 108    | 14.              |
| Brian Fatih Mark Mendelblatt | Star        | 5      | 14     | 5      | 3      | 8      | 9      | 5      | 10     | 3      | 11     | 6      | 71     | 7.               |

Kobiety
| Zawodniczka              | Konkurencja  | Wyścig | Wyścig | Wyścig | Wyścig | Wyścig | Wyścig | Wyścig | Wyścig | Wyścig | Wyścig | Wyścig | Punkty | Finałowa pozycja |
| Zawodniczka              | Konkurencja  | 1      | 2      | 3      | 4      | 5      | 6      | 7      | 8      | 9      | 10     | M*     | Punkty | Finałowa pozycja |
| ------------------------ | ------------ | ------ | ------ | ------ | ------ | ------ | ------ | ------ | ------ | ------ | ------ | ------ | ------ | ---------------- |
| Farrah Hall              | RS:X         | 22     | 18     | 18     | 18     | 20     | 22     | 23     | 27     | 16     | 16     | –      | 173    | 20.              |
| Paige Railey             | Laser radial | 8      | 5      | 12     | 17     | 4      | 9      | 21     | 20     | 9      | 8      | 6      | 104    | 8.               |
| Amanda Clark Sarah Lihan | 470          | 7      | 3      | 7      | 7      | 19     | 20     | 3      | 9      | 17     | 9      | 10     | 98     | 9.               |

Elliott 6m
| Zawodniczki                                     | Konkurencja | Round Robin | Round Robin | Round Robin | Round Robin | Round Robin | Round Robin   | Round Robin | Round Robin | Round Robin | Round Robin | Round Robin     | Miejsce | Faza pucharowa | Faza pucharowa | Faza pucharowa | Miejsce |
| Zawodniczki                                     | Konkurencja | Francja     | Rosja       | Australia   | Szwecja     | Holandia    | Nowa Zelandia | Portugalia  | Finlandia   | Hiszpania   | Dania       | Wielka Brytania | Miejsce | Ćwierćfinał    | Półfinał       | Finał          | Miejsce |
| ----------------------------------------------- | ----------- | ----------- | ----------- | ----------- | ----------- | ----------- | ------------- | ----------- | ----------- | ----------- | ----------- | --------------- | ------- | -------------- | -------------- | -------------- | ------- |
| Debbie Capozzi Anna Tunnicliffe Molly Vandemoer | Elliott 6m  | W           | P           | P           | W           | W           | W             | W           | W           | P           | W           | W               | 4.      | 1-3            | NQ             | NQ             | 5.      |

Open
| Zawodnik                 | Konkurencja | Wyścig | Wyścig | Wyścig | Wyścig | Wyścig | Wyścig | Wyścig | Wyścig | Wyścig | Wyścig | Wyścig | Wyścig | Wyścig | Wyścig | Wyścig | Wyścig | Punkty | Finałowa pozycja |
| Zawodnik                 | Konkurencja | 1      | 2      | 3      | 4      | 5      | 6      | 7      | 8      | 9      | 10     | 11     | 12     | 13     | 14     | 15     | M*     | Punkty | Finałowa pozycja |
| ------------------------ | ----------- | ------ | ------ | ------ | ------ | ------ | ------ | ------ | ------ | ------ | ------ | ------ | ------ | ------ | ------ | ------ | ------ | ------ | ---------------- |
| Trevor Moore Erik Storck | 49er        | 6      | 10     | 16     | 1      | 7      | 13     | 20     | 18     | 2      | 17     | 5      | 20     | 17     | 8      | 17     | –      | 157    | 15.              |